# Holden Torana
Holden Torana — среднеразмерный автомобиль, выпускавшийся с 1967 по 1980 год компанией Holden.

## Первое поколение

### HB
Holden HB Torana был представлен в мае 1967 года. Автомобиль выпускался в кузове двухдверный седан с 12-дюймовыми колёсными дисками и 1,2-литровым четырёхцилиндровым двигателем мощностью 56 л. с. в паре с четырёхступенчатой механической трансмиссией. Опционально устанавливалась трёхступенчатая автоматическая трансмиссия BorgWarner Model 35. Спереди и сзади устанавливались барабанные тормоза, а опционально устанавливались передние дисковые тормоза с усилителем. Автомобиль продавался в комплектациях Torana, Torana S и Torana SL.
В октябре 1967 года в модельный ряд был добавлен «спортивная» модификация Brabham Torana. Название Brabham автомобиль получил в честь Джека Брэбема — австралийского гонщика и чемпиона «Формулы-1» 1966 года. Двигатель оснащён двумя карбюраторами CD Zenith-Stromberg, оснащённым индивидуальными воздухоочистителями вместе с выхлопной системой с низким ограничением мощности. Мощность двигателя была увеличена до 59 кВт (79 л. с.). Колёсные диски были расширены. Также были добавлены дисковые тормоза с усилителем, чёрные акценты кузова и изящные идентификационные значки «Brabham», прикреплённые к передним краям передних крыльев и к крышке багажника.
В начале 1968 года в модельный ряд был добавлен вариант «Series 70». Двигатель имеет более высокую степень сжатия, более мощный распредвал и один карбюратор. Мощность была увеличена до 51 кВт (69 л. с.).
В сентябре 1968 года был выпущен четырёхдверный седан «HB Torana», иногда называемый HB Series II.

Производство HB Torana продолжалось до конца 1969 года. Всего было выпущено 16318 импортных панелей и 20243 кузова местного производства.

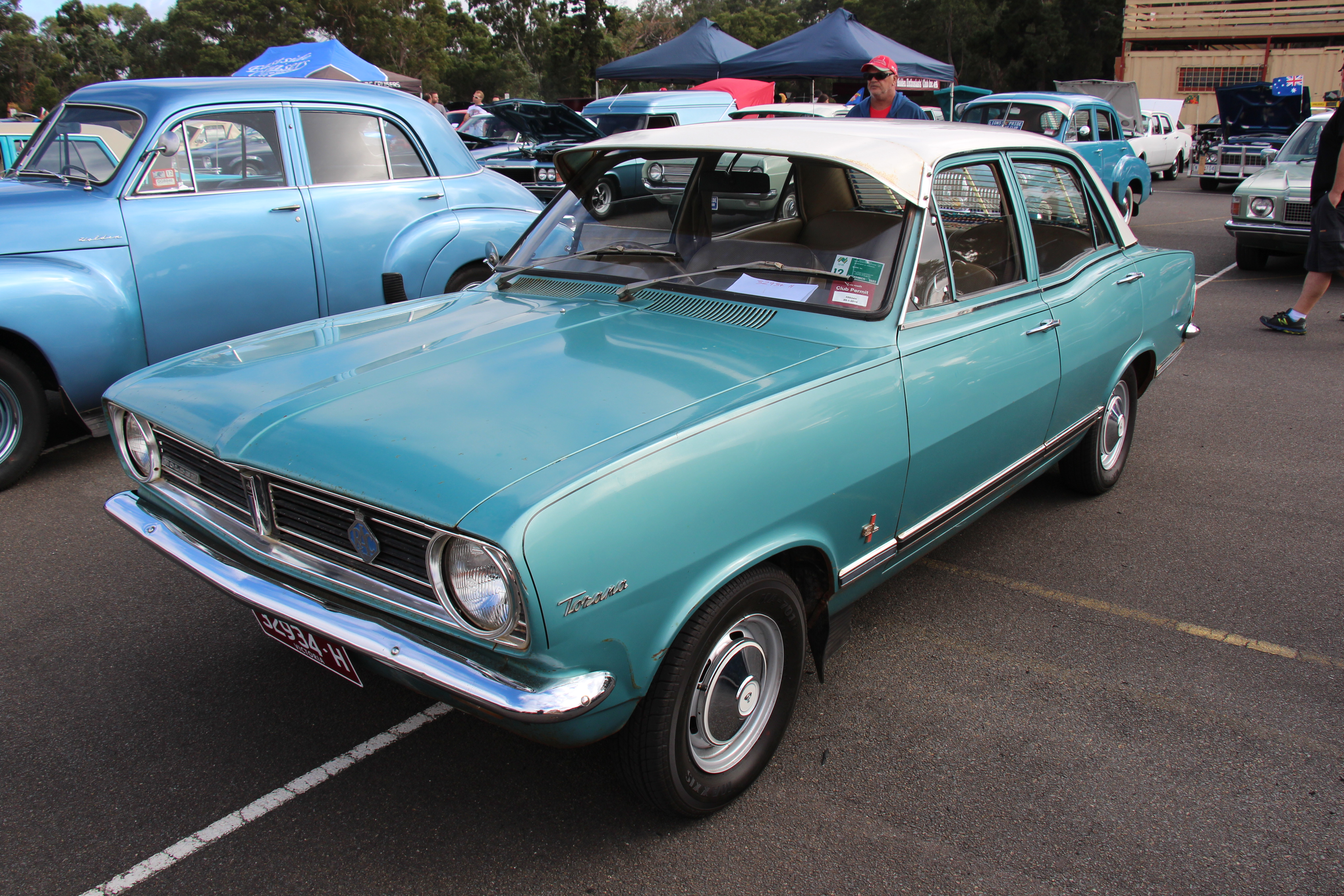
Вид спереди
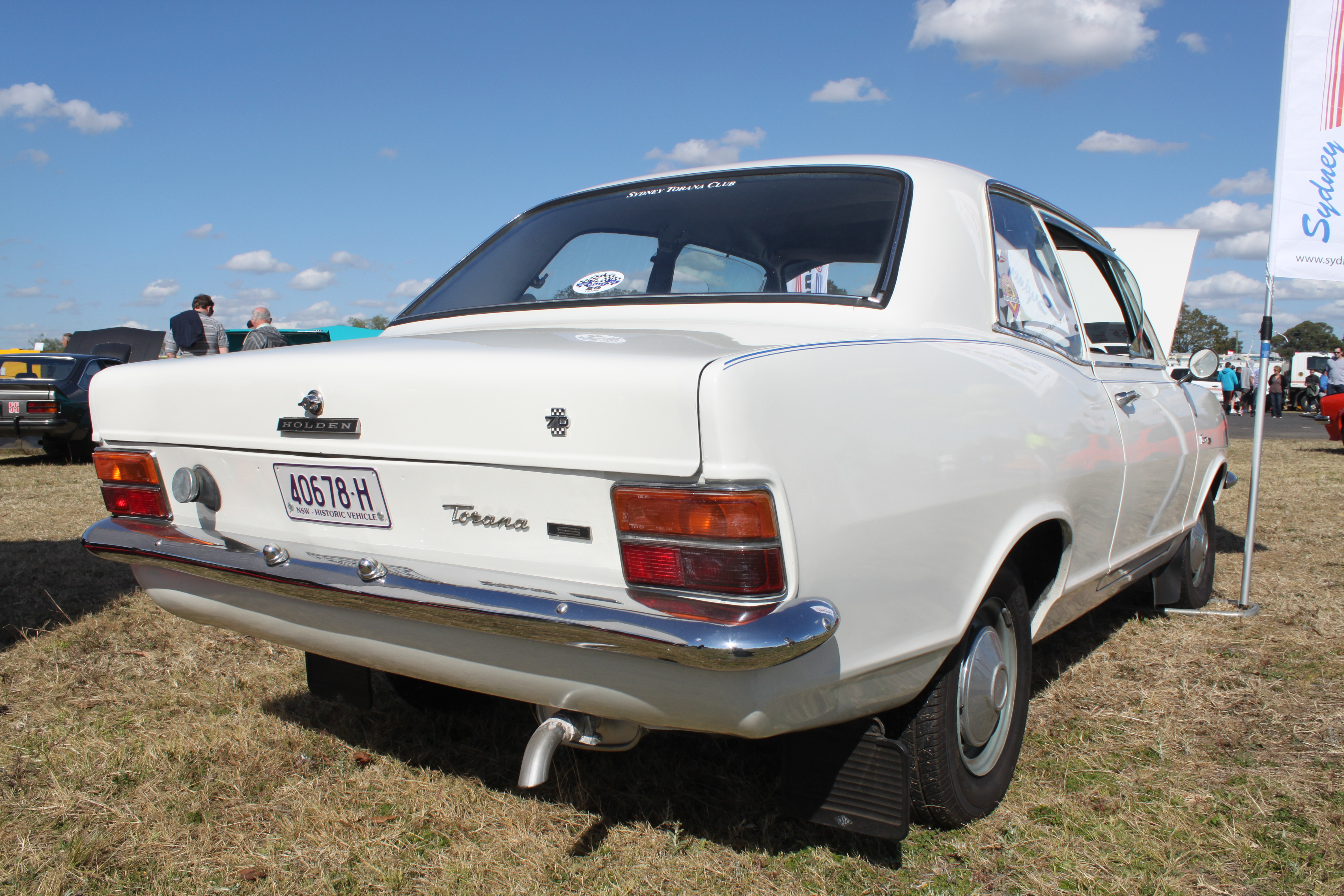
Вид сзади

## Второе поколение

### LC
Holden LC Torana был представлен в октябре 1969 года. Он оснащался как четырёхцилиндровыми, так и шестицилиндровыми двигателями. Колёсная база автомобилей с шестицилиндровыми двигателями составляла 2540 мм, а с четырёхцилиндровыми — 2430 мм. Двигатели сочетались в паре с трёхступенчатой механической или же с четырёхступенчатой механической трансмиссией. В 1969 году LC Torana получил премию Car of the Year.
Изначально объём четырёхцилиндровых двигателей составлял 1159 см3, а мощность варьировалась от 42 до 51 кВт (56—69 л. с.). В июле 1971 года в моторную гамму был добавлен 1,6-литровый двигатель мощностью 60 кВт (80 л. с.).

К 1972 году было выпущено 74627 моделей LC Torana.

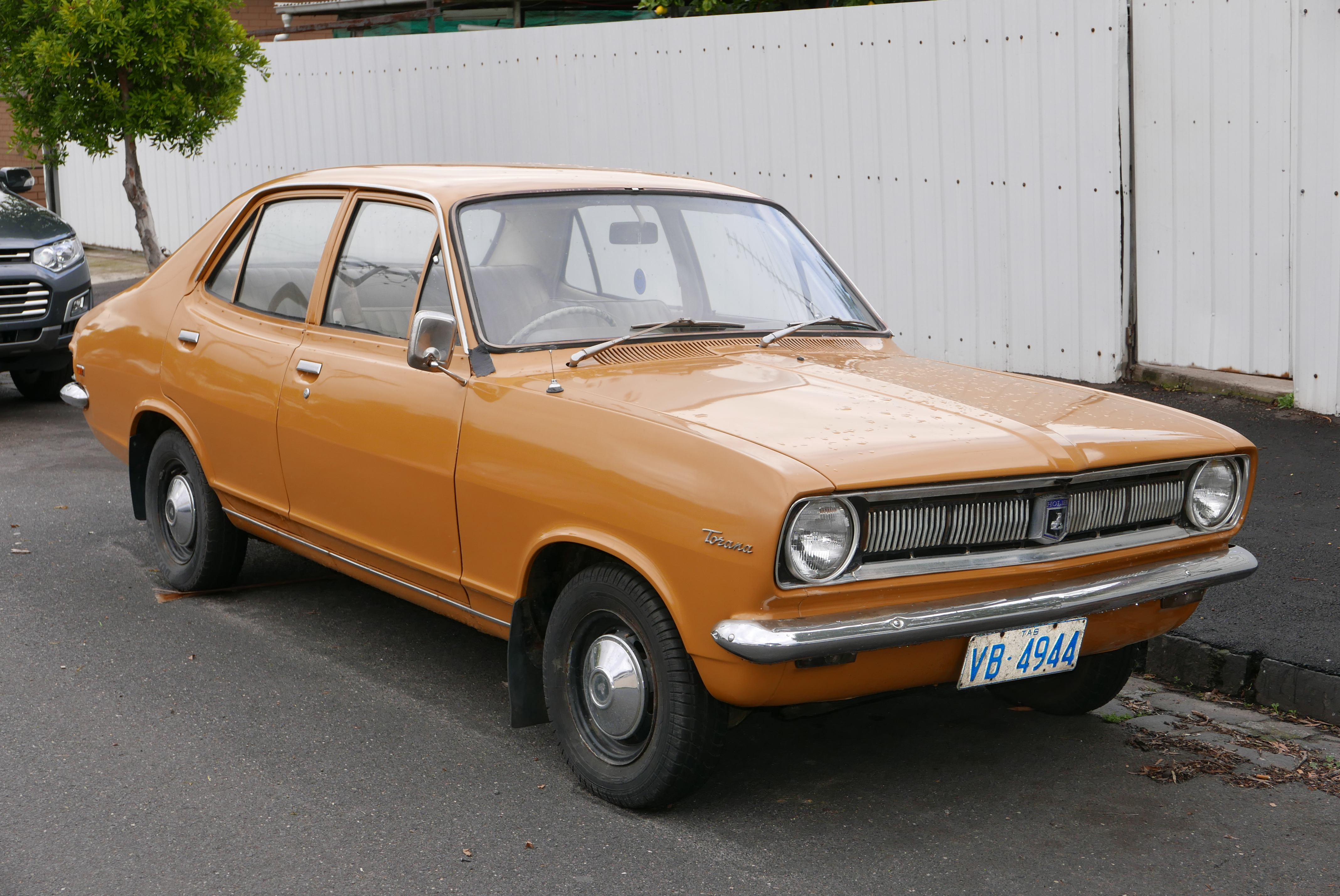
Вид спереди
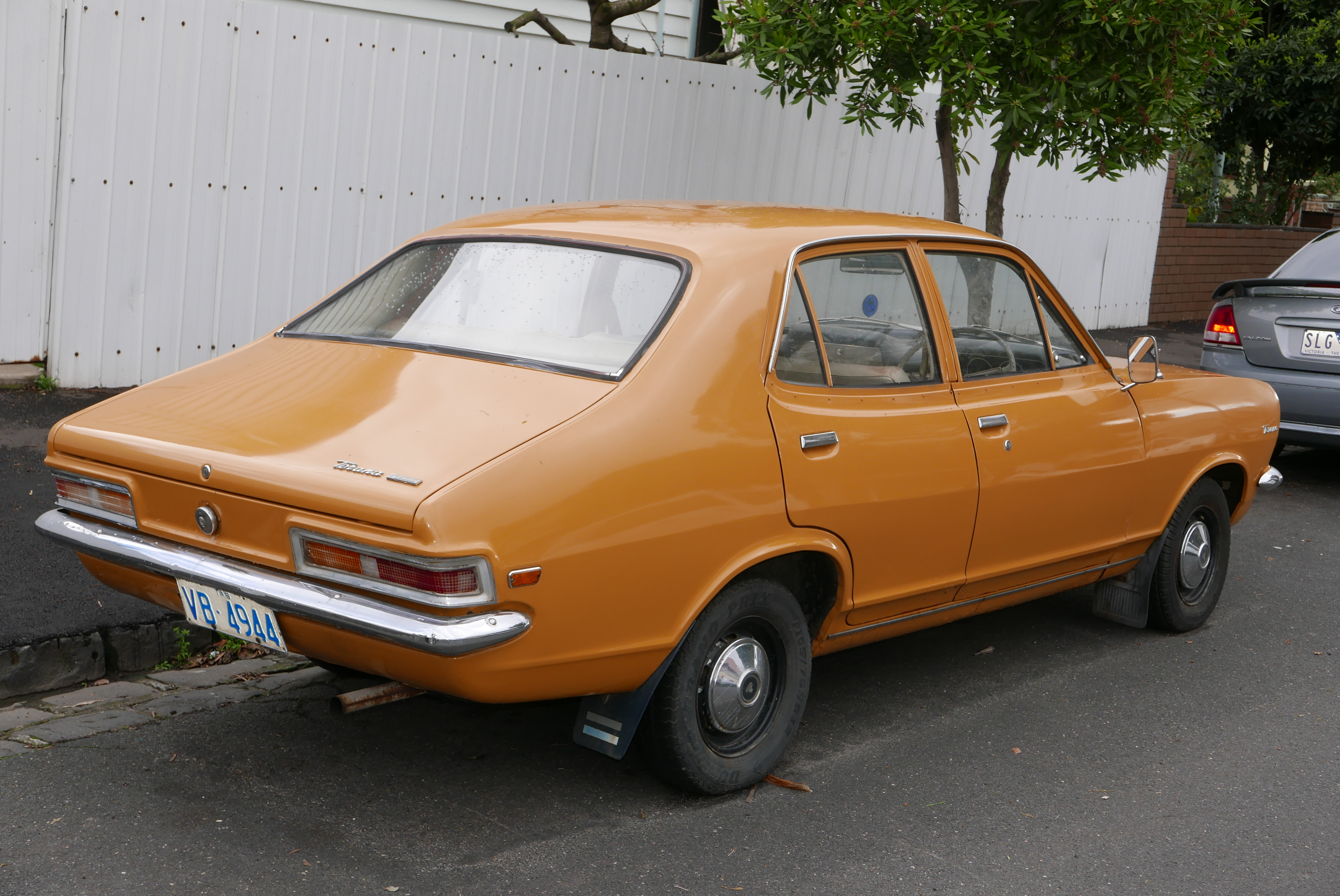
Вид сзади
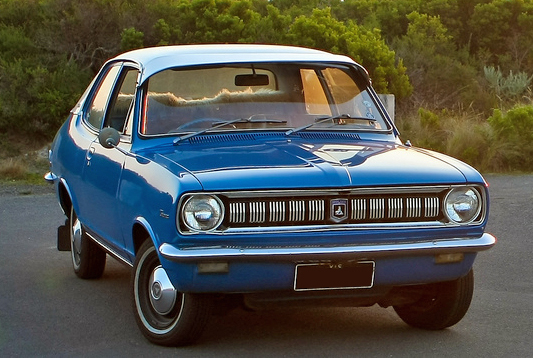
Holden LC Torana SL
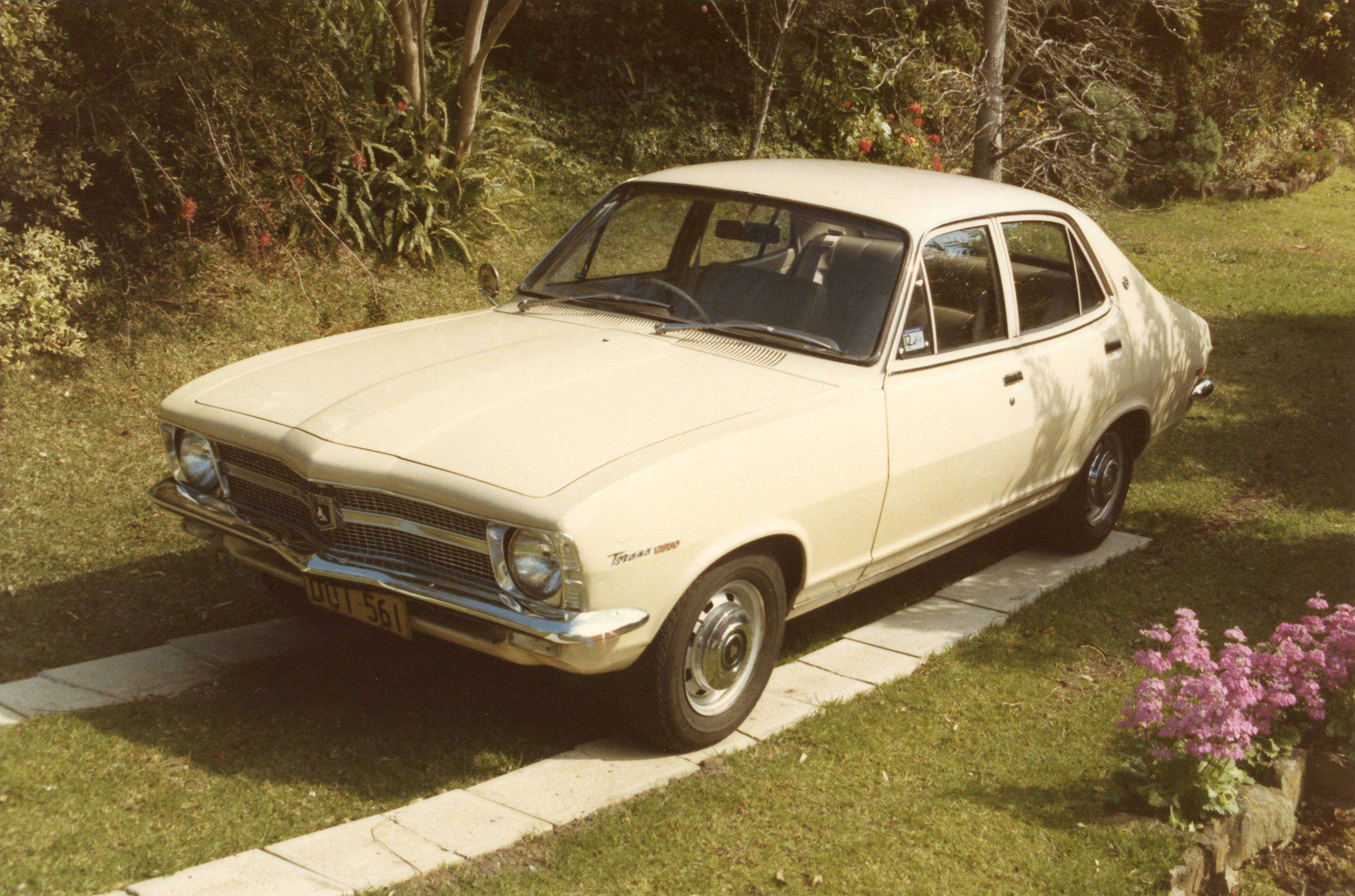
Holden LC Torana S 2600
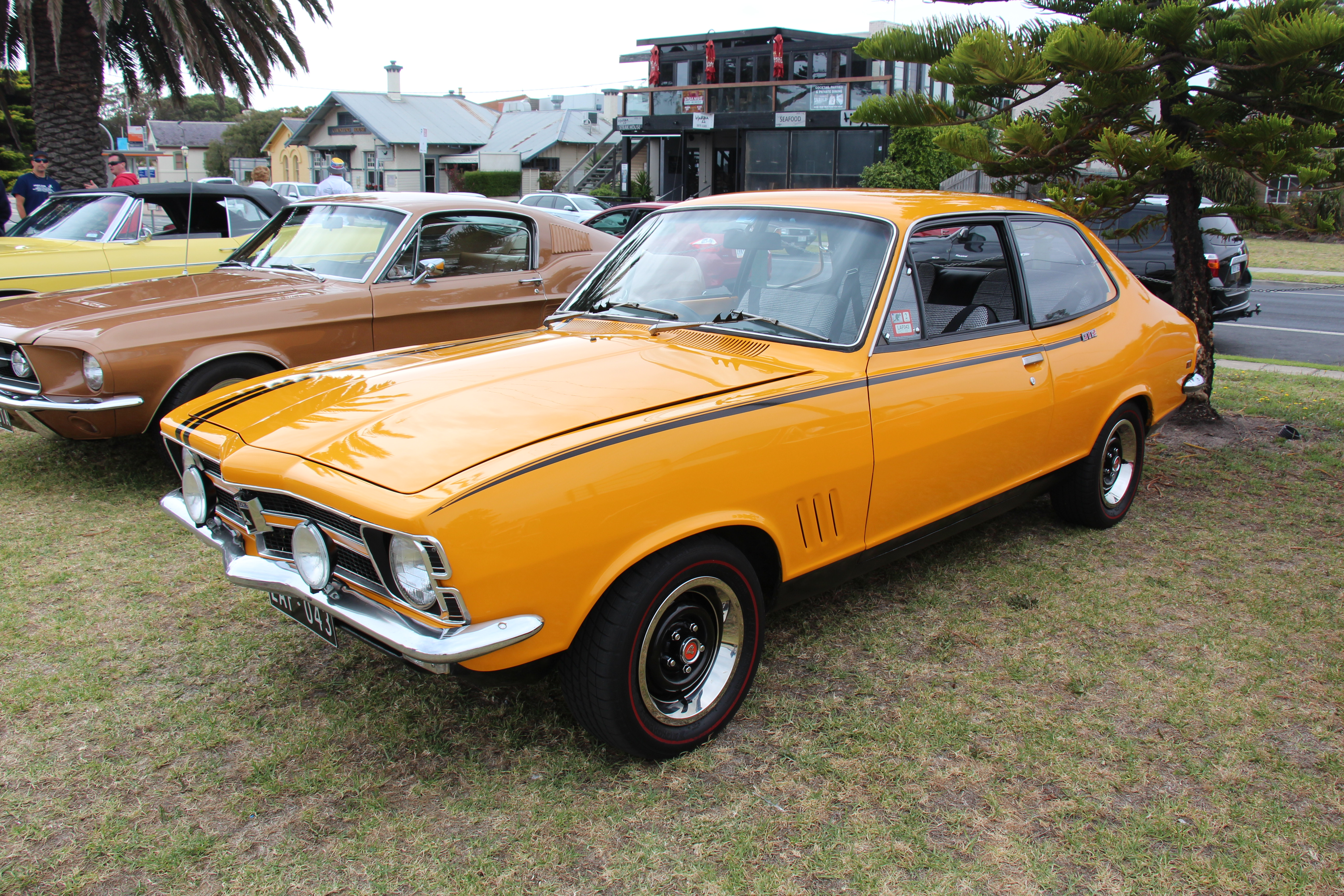
Holden LC Torana GTR
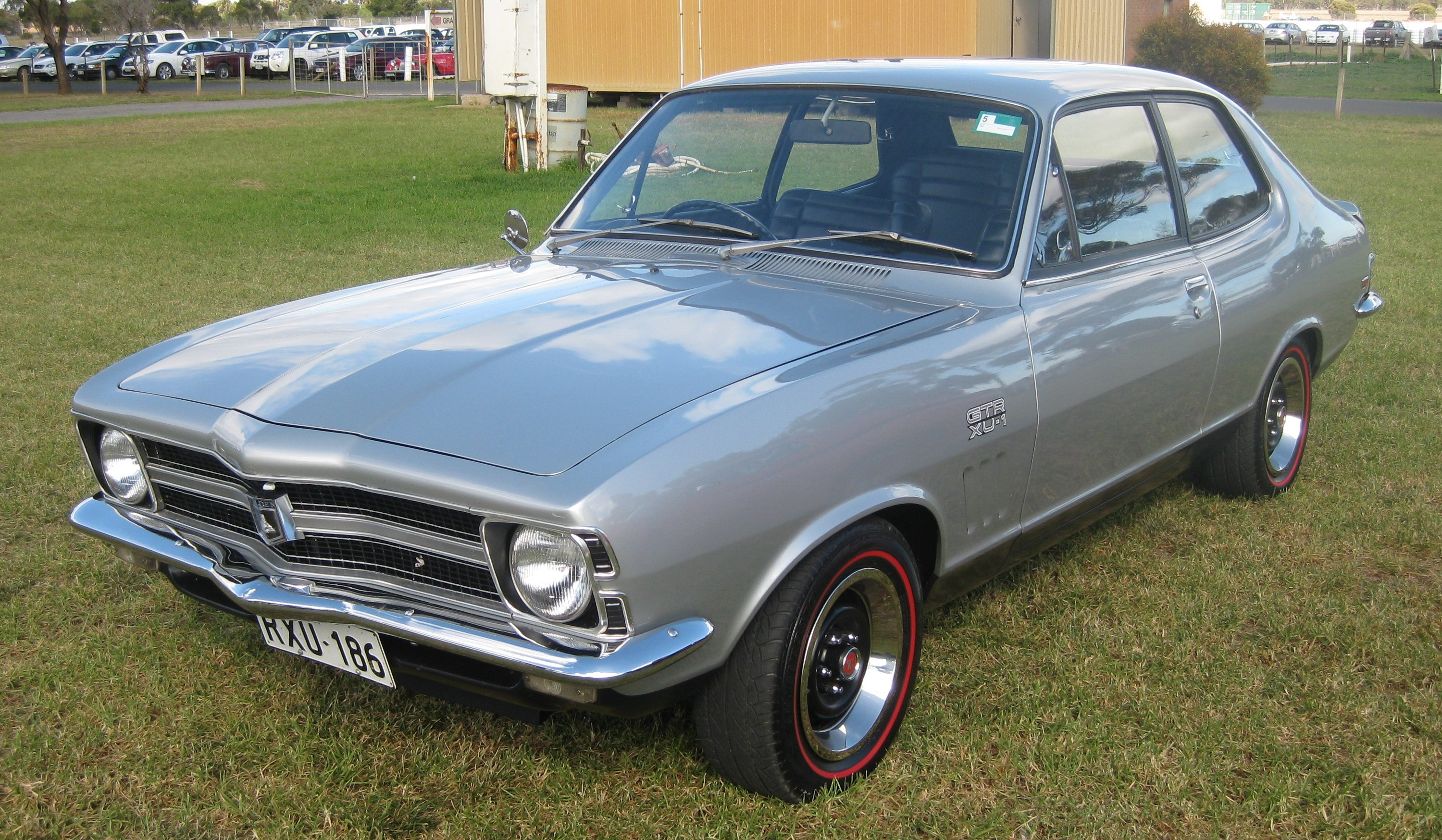
Holden LC Torana GTR XU-1

### LJ

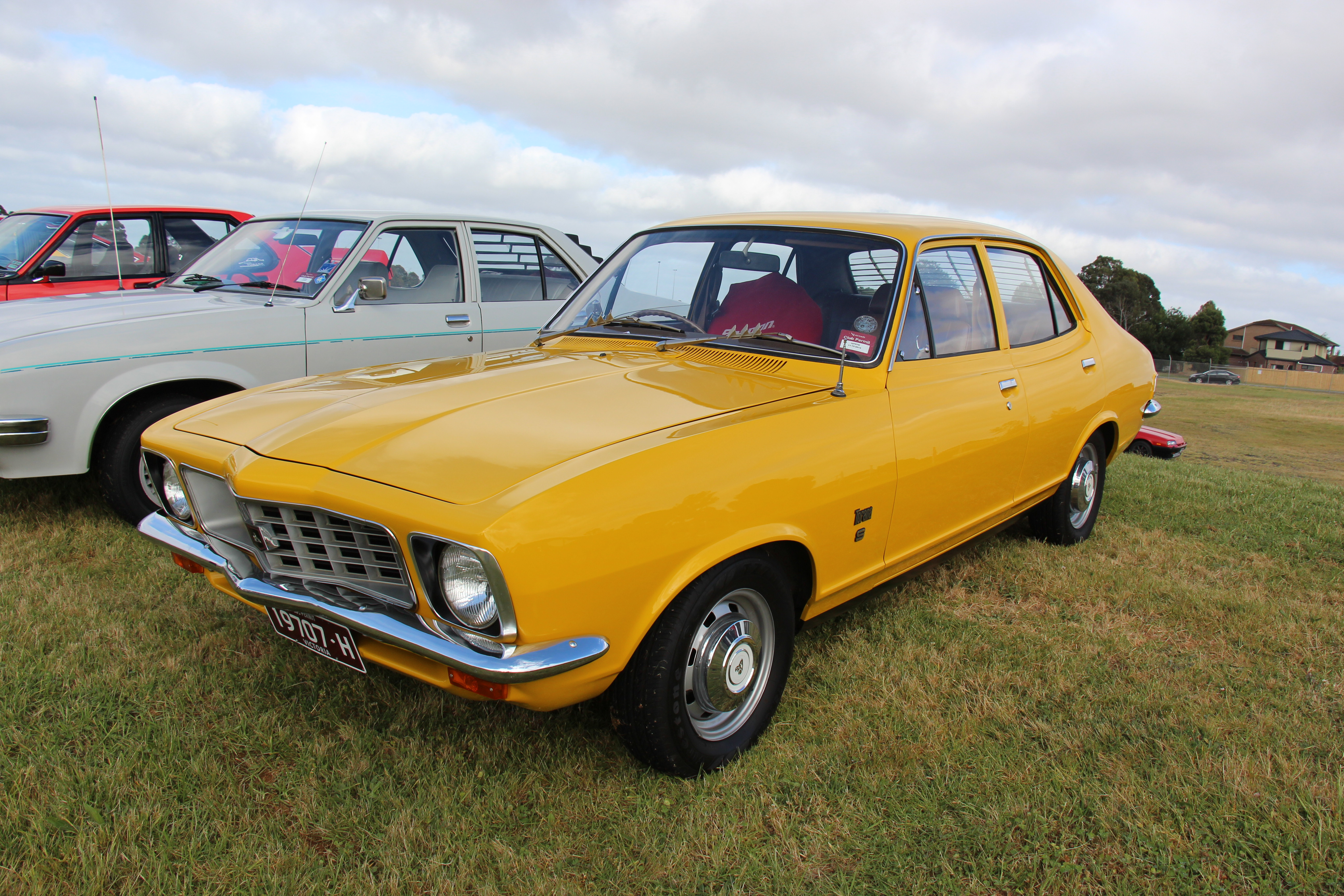
Holden LJ Torana 6S

Holden LJ Torana был представлен в феврале 1972 года. Автомобиль оснащался четырёхцилиндровыми двигателями объёмом от 1,2 до 1,8 л, либо же шестицилиндровыми двигателями объёмом от 2,25 до 3,3 л. Также была разработана спортивная версия GTR XU-1 с 5,8-литровым двигателем V8 мощностью 224 кВт (300 л. с.). К 1974 году было выпущено 81813 моделей LJ Torana.

#### Южная Корея
В Южной Корее LJ Torana разрабатывался и выпускался с сентября 1972 по 1976 год под названием Chevrolet 1700. В отличие от Holden LJ Torana, Chevrolet 1700 также выпускался в кузове пятидверный универсал. Автомобиль оснащался четырёхцилиндровым двигателем объёмом 1698 см3, который также применялся в Opel Rekord B. Всего было выпущено 8105 единиц. Из-за проблем с продажами Chevrolet 1700 был переименован в Saehan Camina.

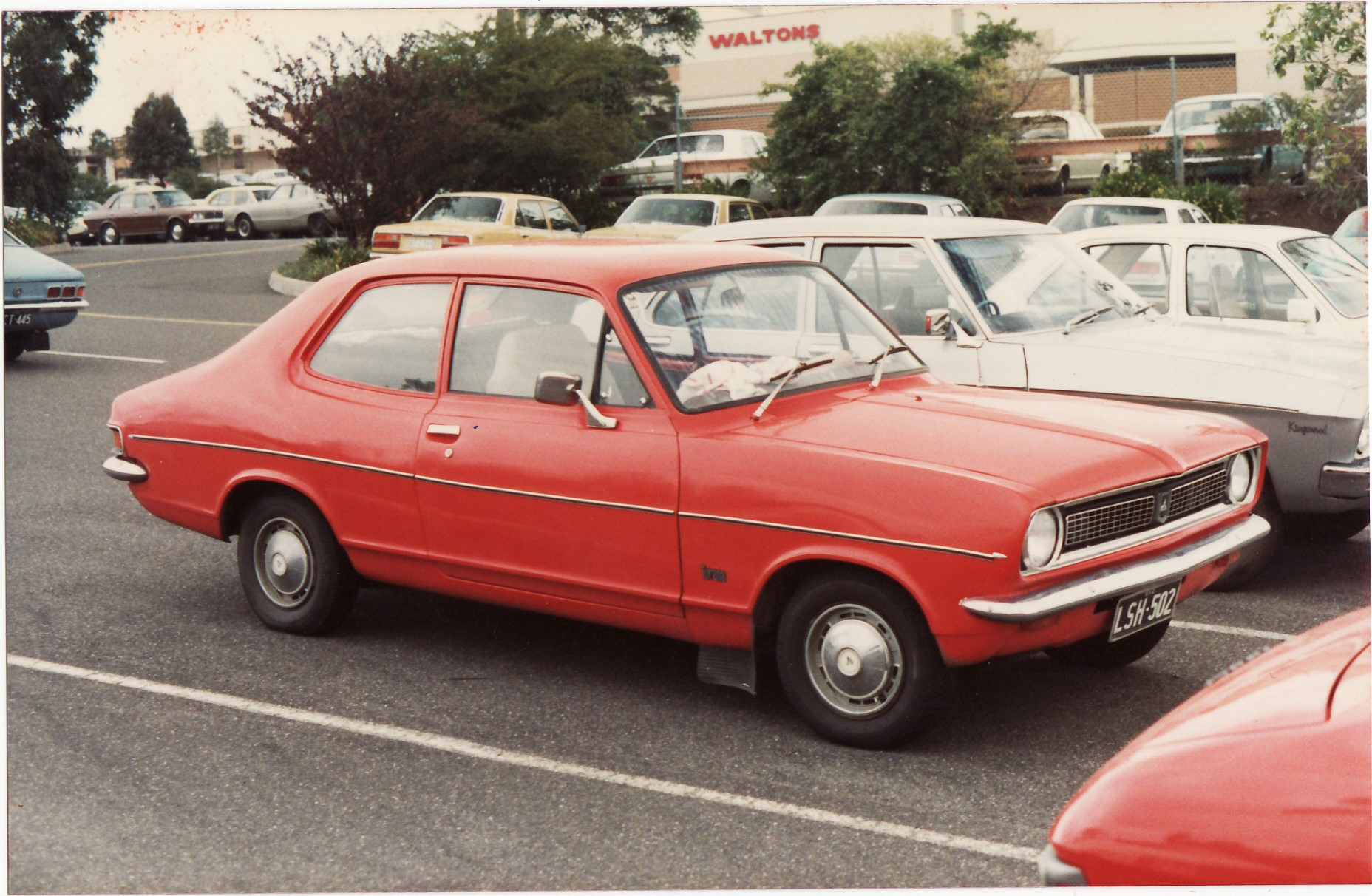
Holden LJ Torana 4
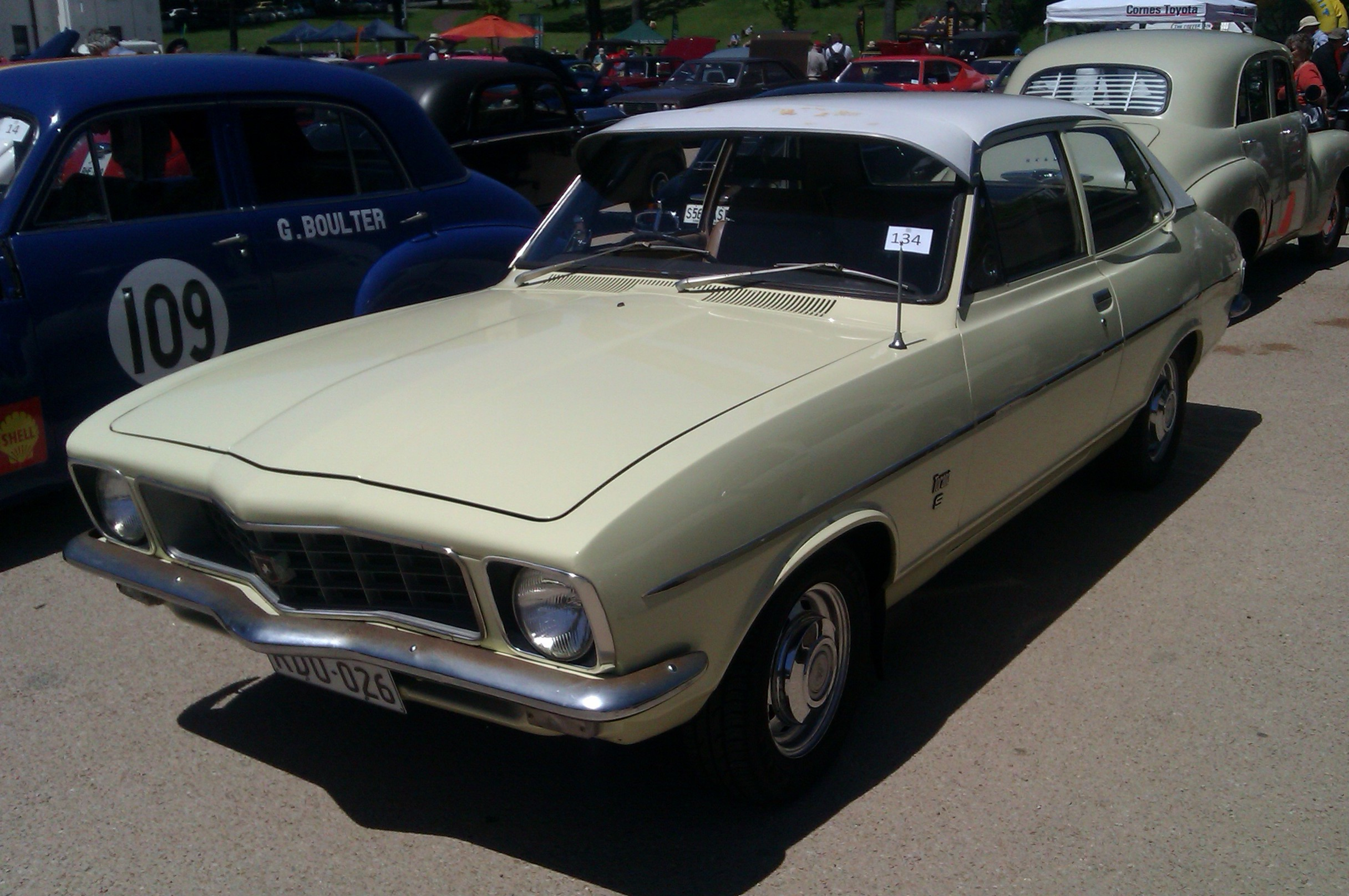
Holden LJ Torana 6S
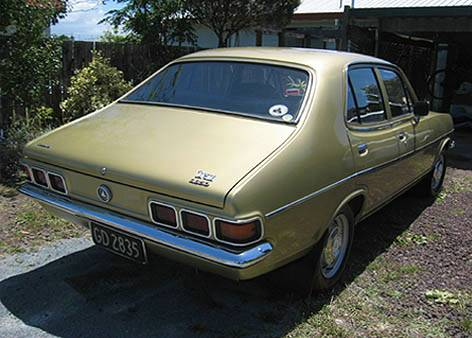
Holden LJ Torana 6S
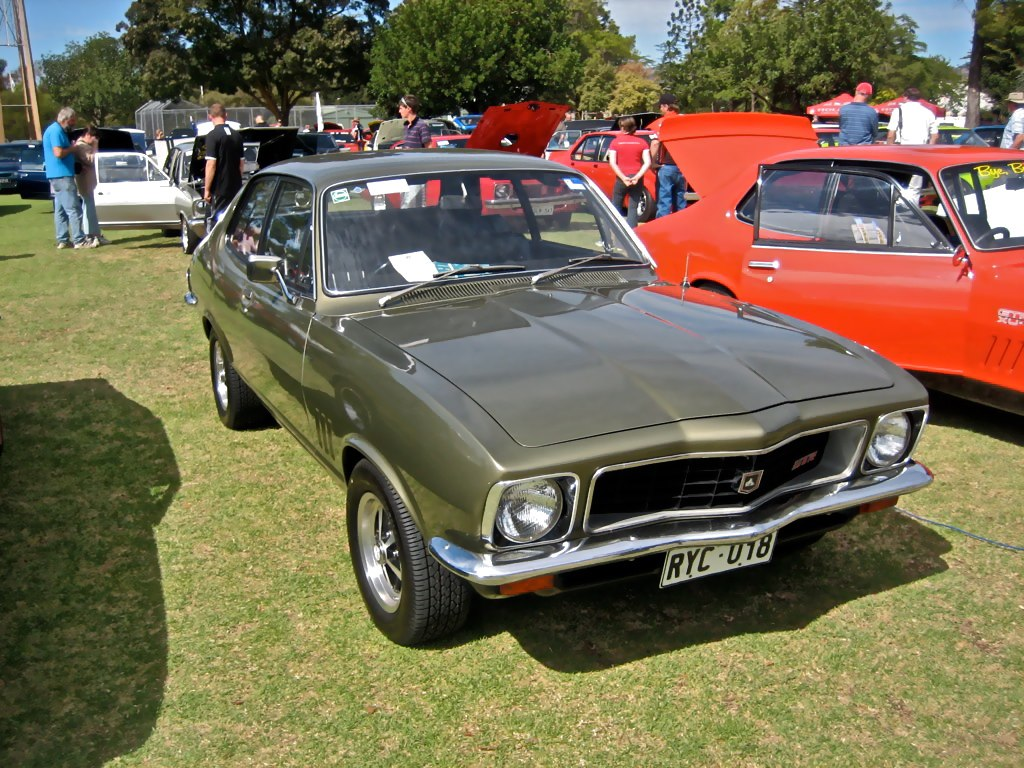
Holden LJ Torana GTR
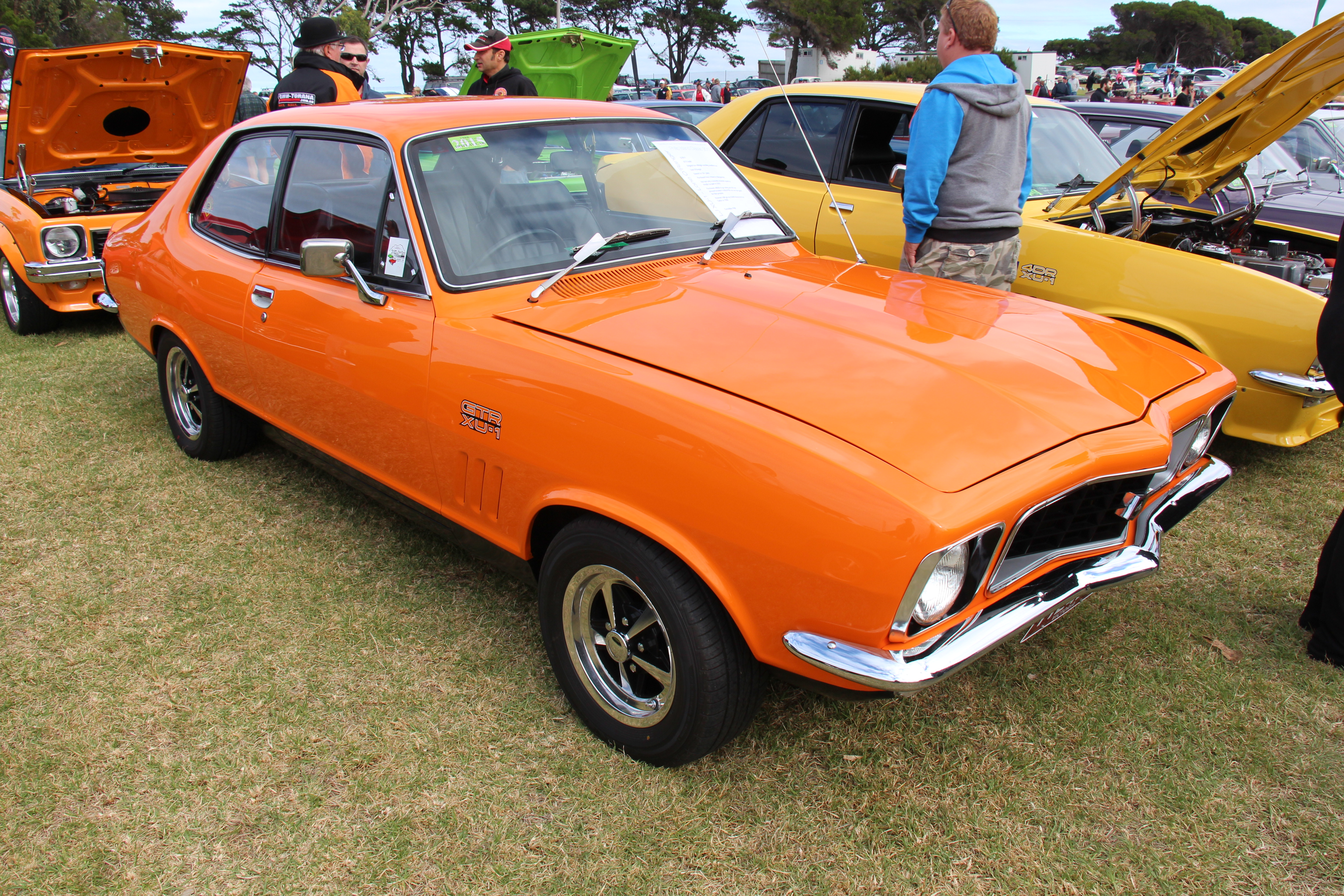
Holden LJ Torana GTR XU-1
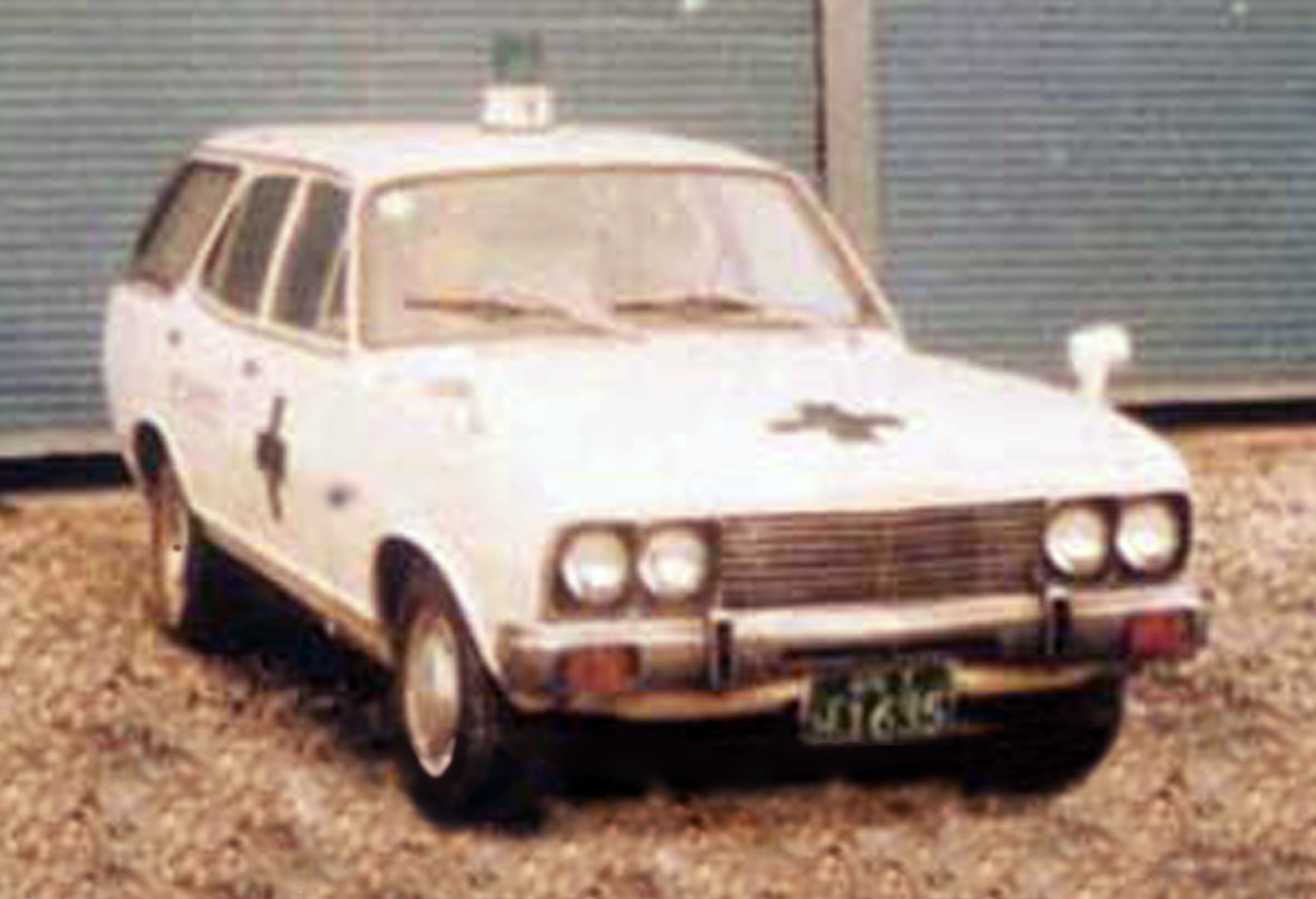
Saehan Caravan

### TA

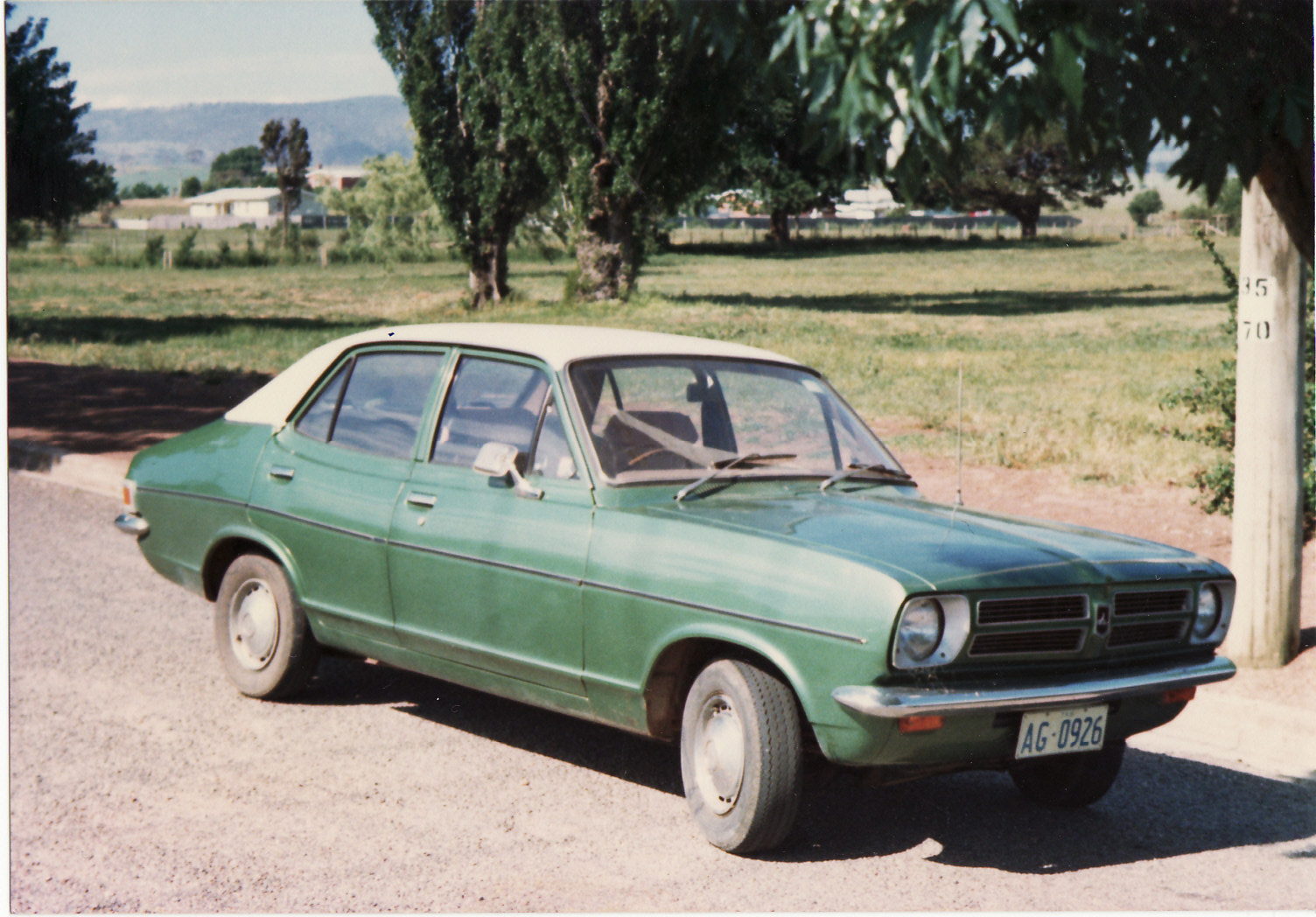
Holden TA Torana

Holden TA Torana выпускался с февраля 1974 по 1975 год и продавался только в Австралии. Всего было выпущено 11304 единицы.

## Третье поколение

### LH
Holden LH Torana был представлен в марте 1974 года. Несмотря на большие габариты, автомобиль был относительно тесным по стандартам середины 1970-х годов. Внешне автомобиль напоминал Opel Rekord D и Vauxhall Victor. На Филиппинах автомобиль продавался под названием Holden 1900.

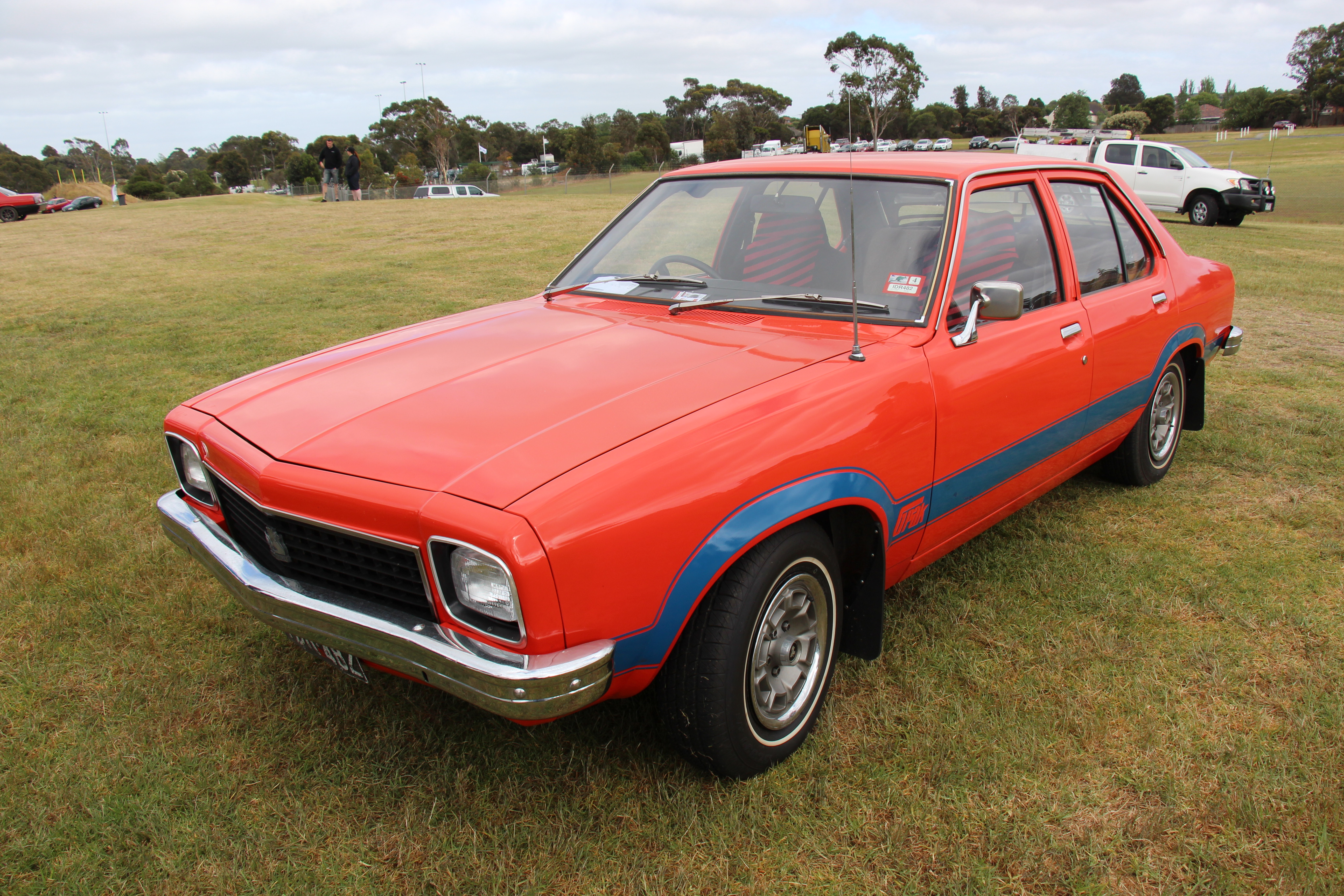
Holden LH Torana G-Pak
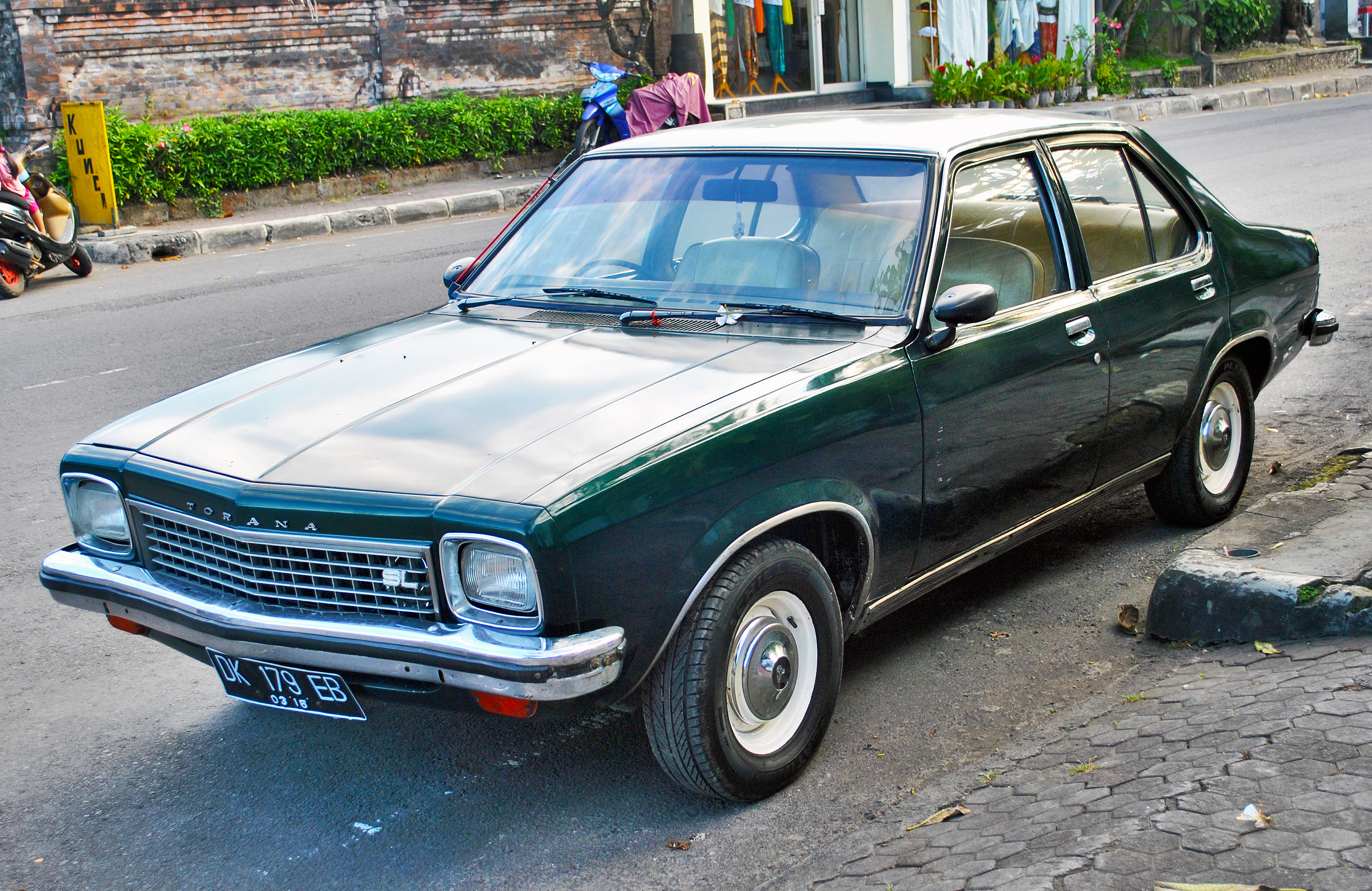
Holden LH Torana SL (Индонезия)
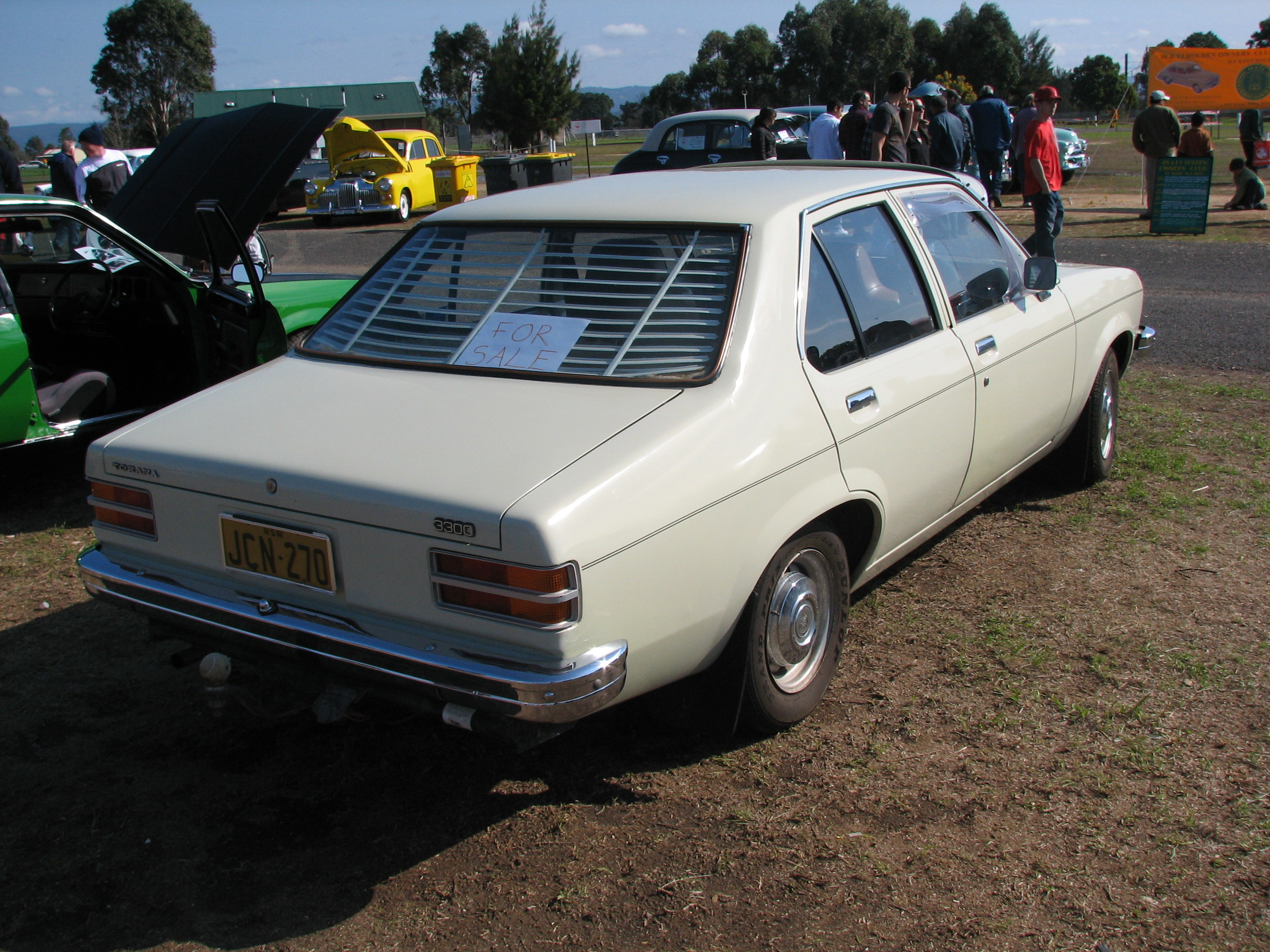
Holden LH Torana SL (Австралия)
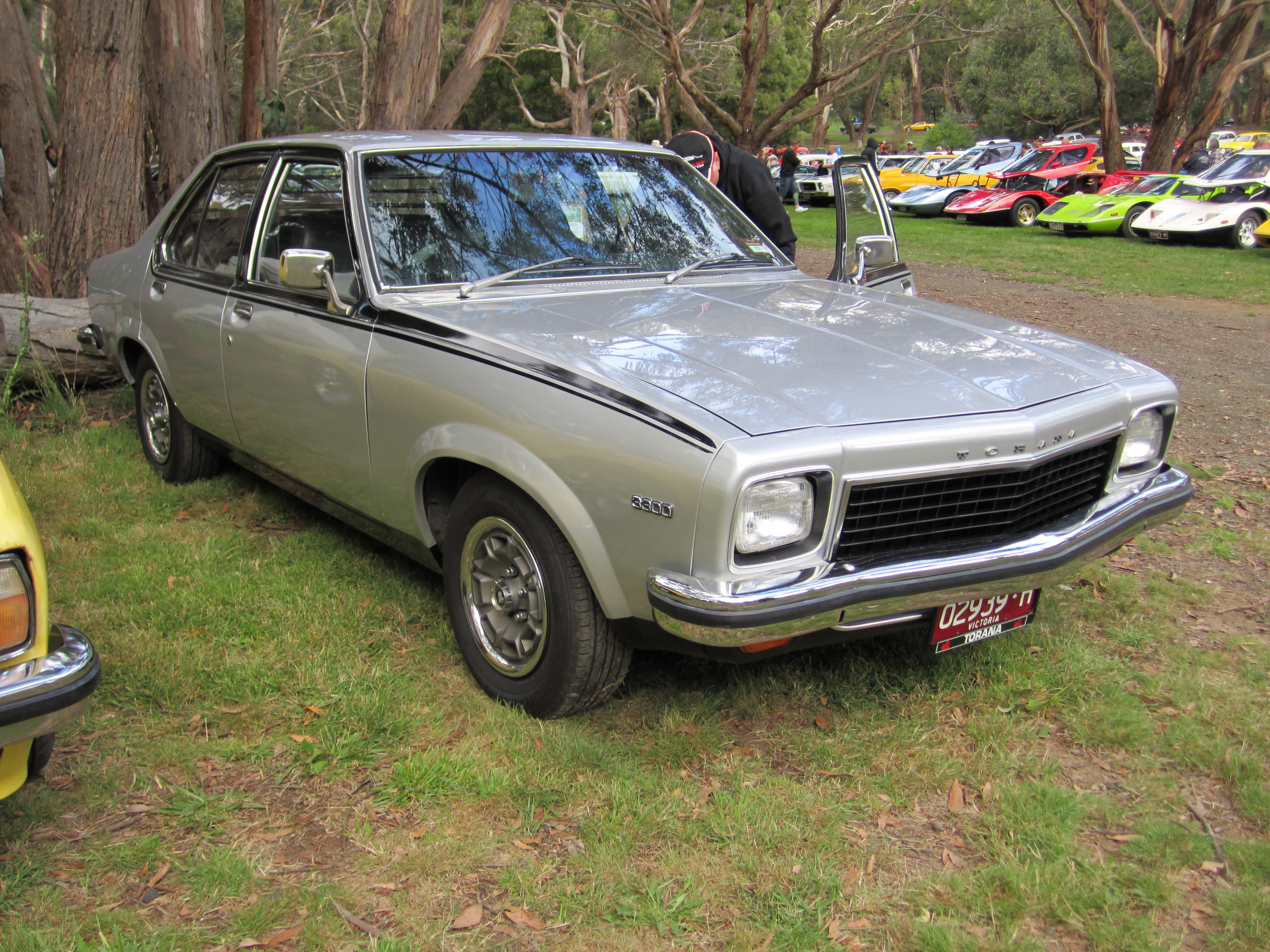
Holden LH Torana SL/R 3.3
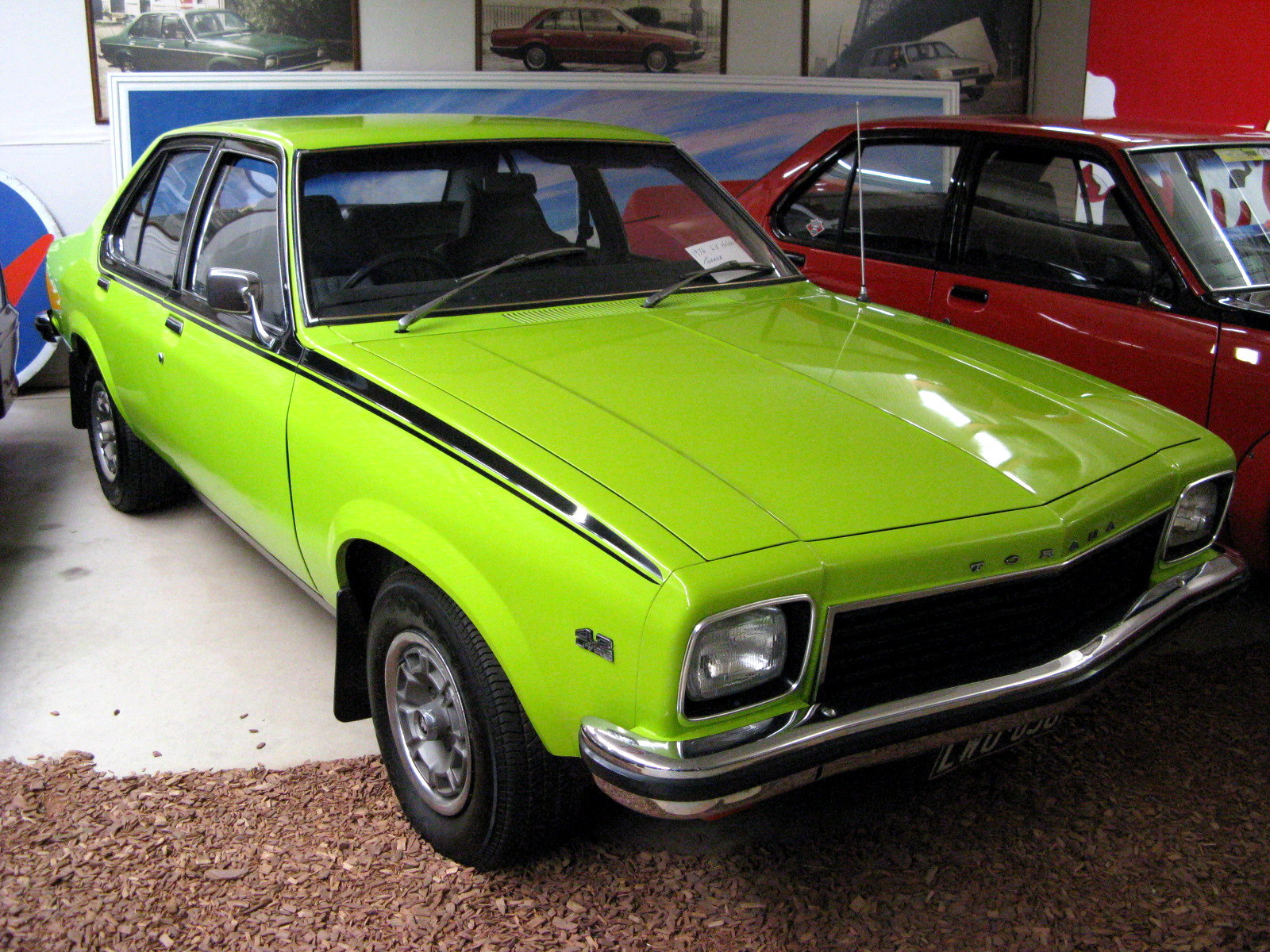
Holden LH Torana SL/R 4.2
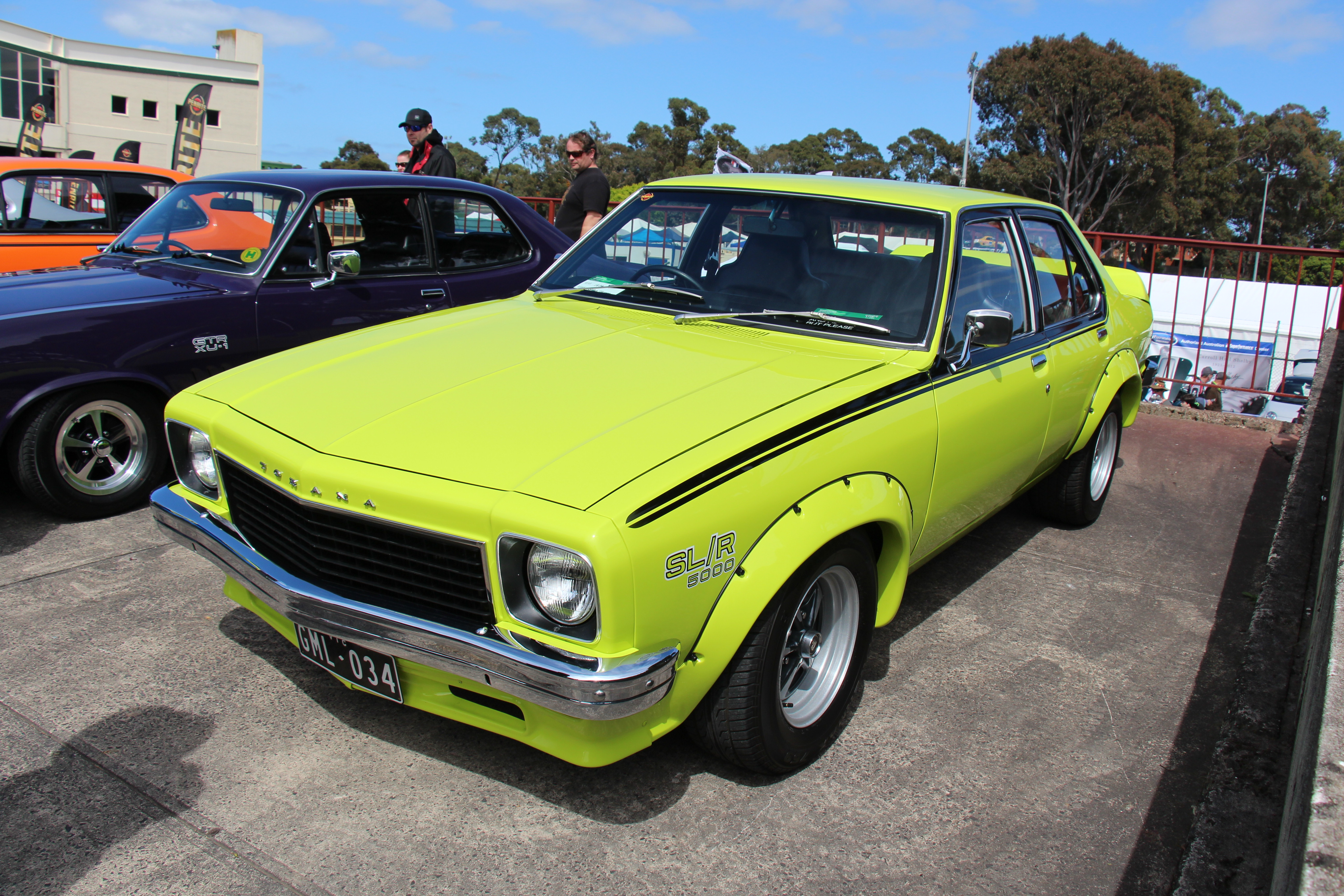
Holden LH Torana SL/R 5000 (L34)

### LX

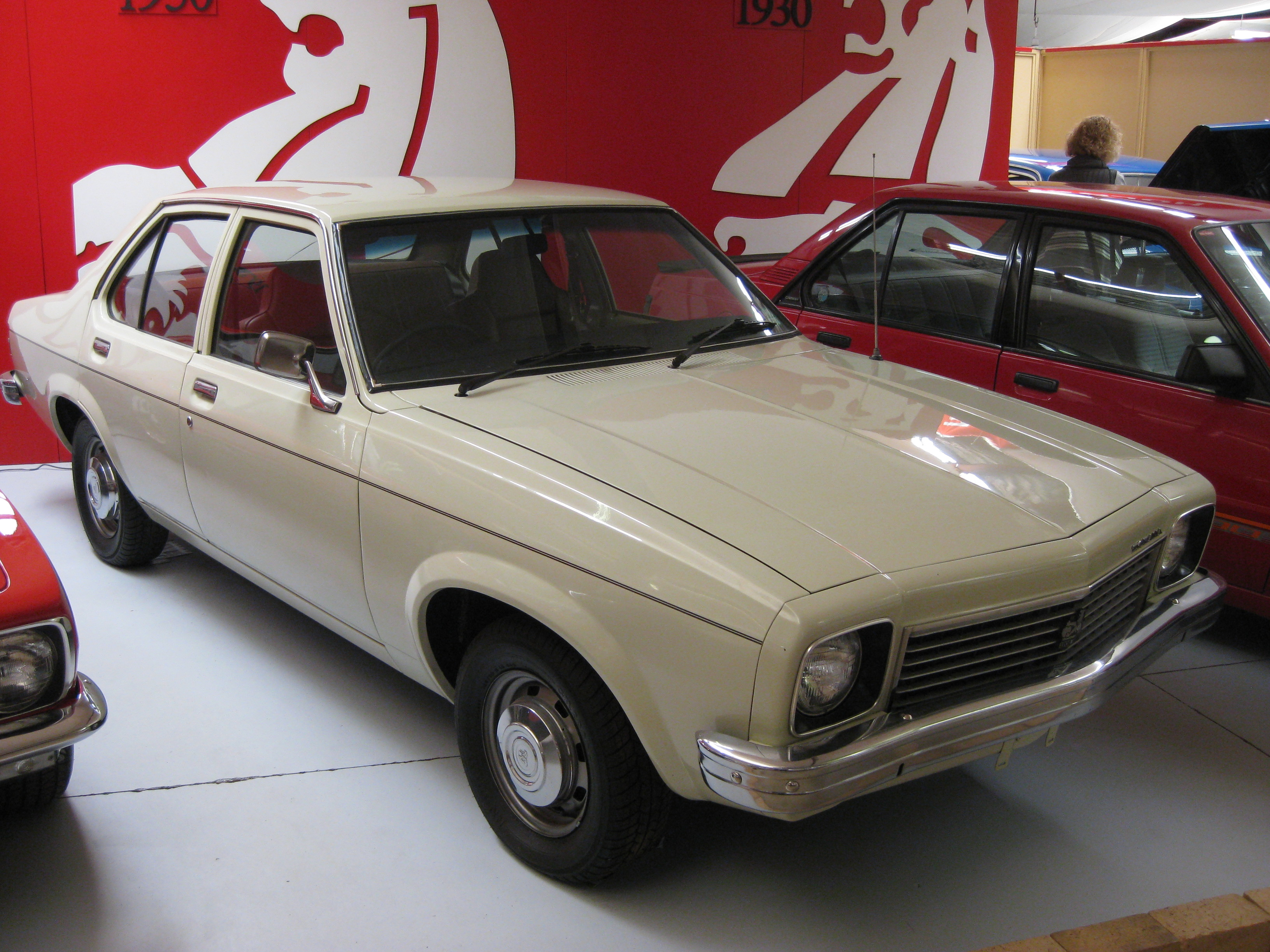
Holden LX Torana S

Слегка модернизированная серия LX появилась в феврале 1976 года. С косметической точки зрения наиболее очевидными изменениями были замена прямоугольных фар на круглые, обрамление боковых стёкол было изменено с цвета кузова на чёрный, а эмблема Holden впереди была увеличена. В июле 1976 года двигатели были модернизированы. Мощность также была изменена:
- 173/2.85: от 118 л. с. (88 кВт) до 58 кВт (78 л. с.)
- 202/3.3: от 135 л. с. (101 кВт) до 64 кВт (86 л. с.)
- 253/4.2: от 185 л. с. (138 кВт) до 83 кВт (111 л. с.)
- 308/5.0: от 240 л. с. (179 кВт) до 126 кВт (169 л. с.)

#### LX Sunbird
Holden LX Sunbird был представлен в ноябре 1976 года. В соответствии с новыми правилами мощность двигателя Opel снизилась с 76 до 72 кВт (со 102 до 96 л. с.). С этого момента автомобили с четырёхцилиндровыми двигателями стали называться Sunbird, а с шести- и восьмицилиндровыми двигателями — Torana.

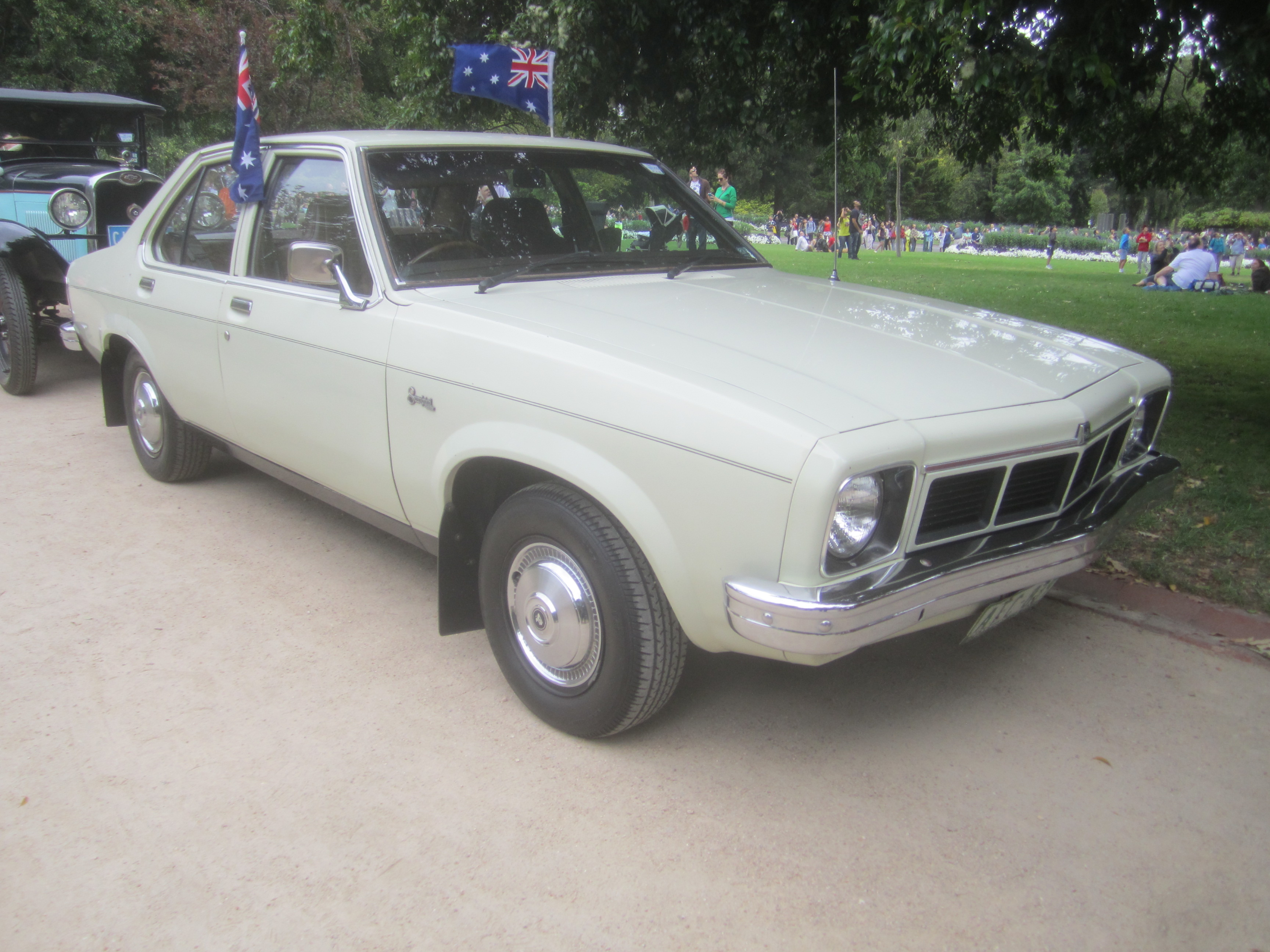
Holden LX Sunbird
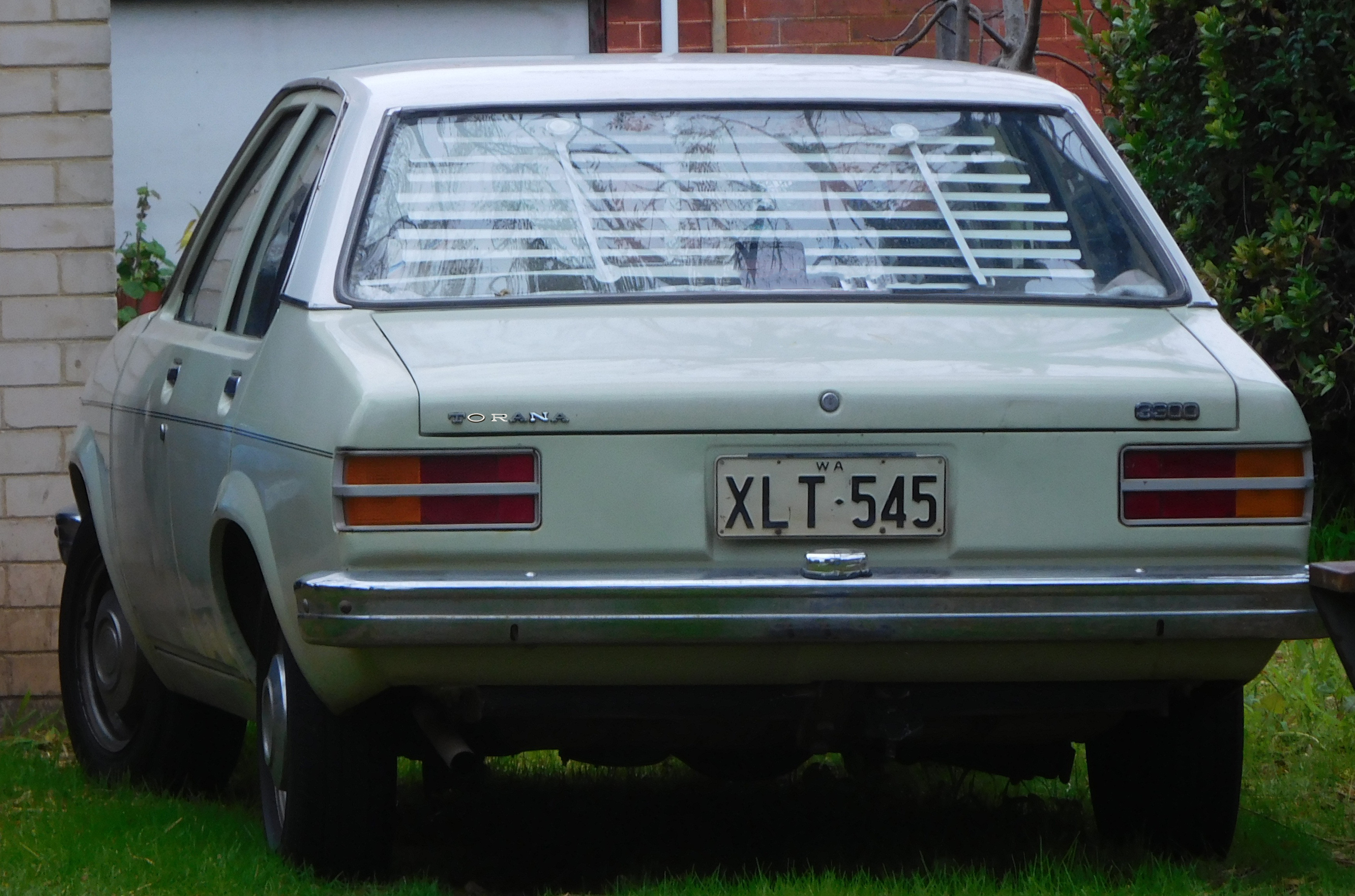
Holden LX Torana S
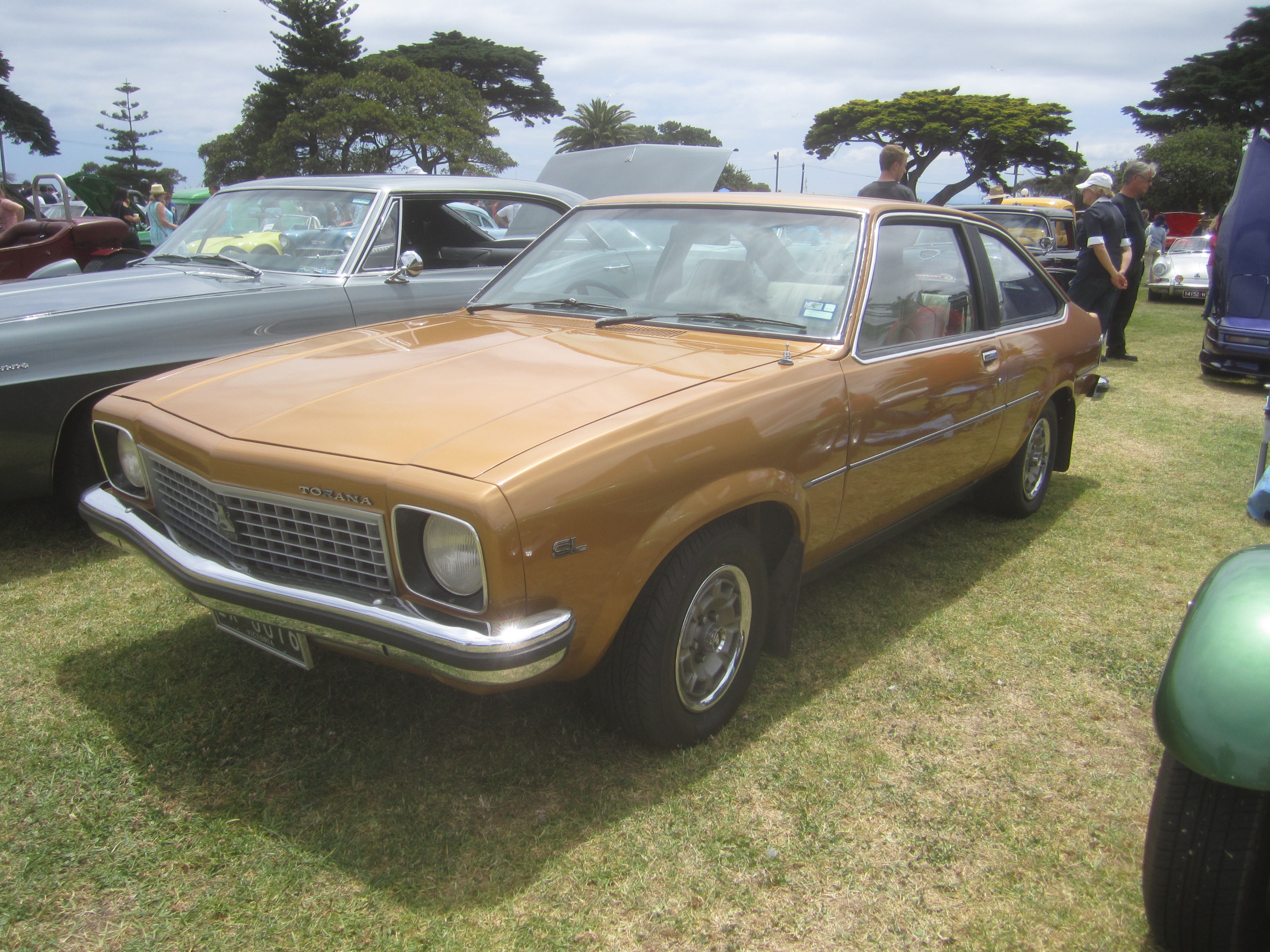
Holden LX Torana SL
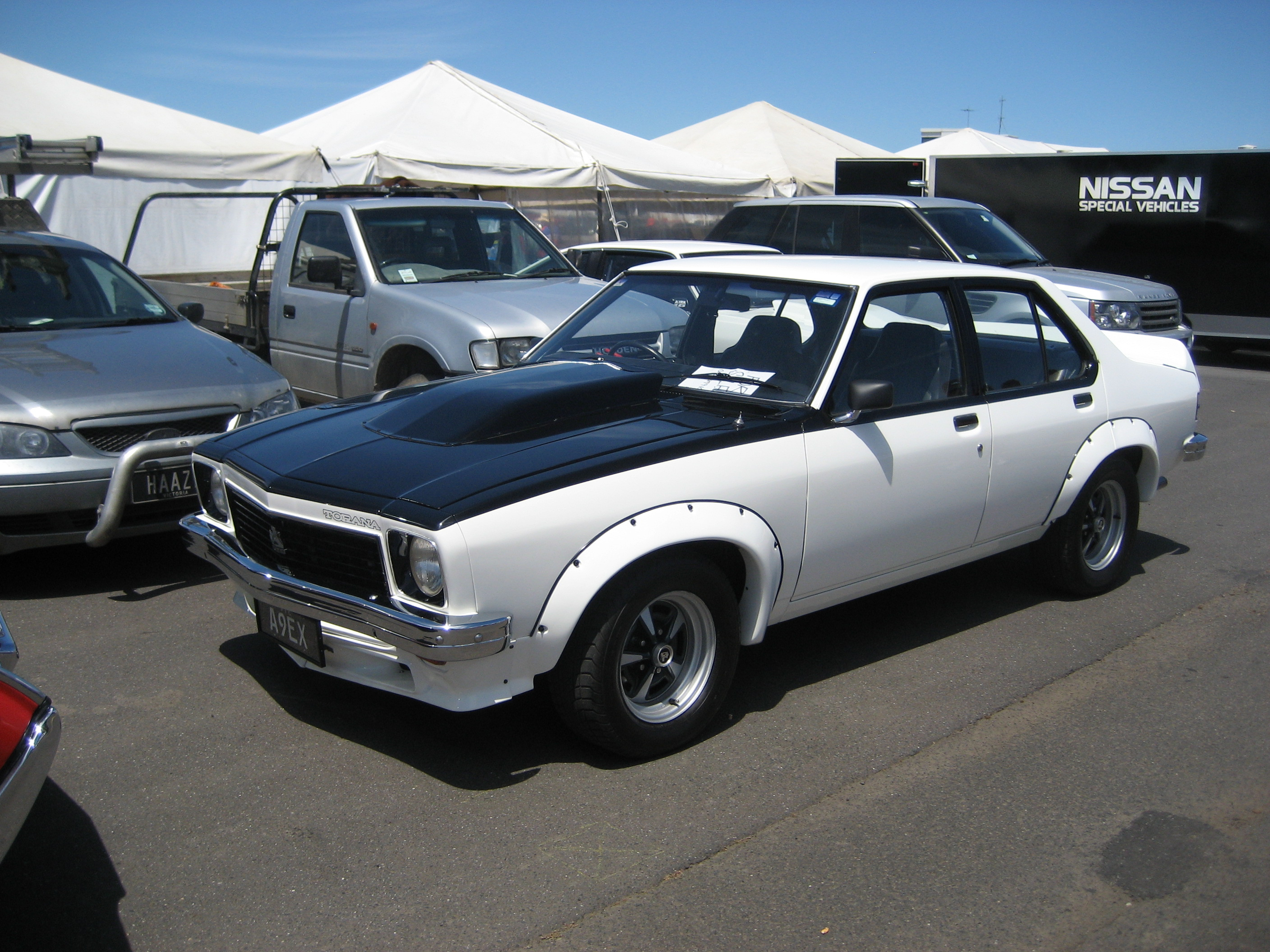
Holden LX Torana SL/R 5000 (A9X)
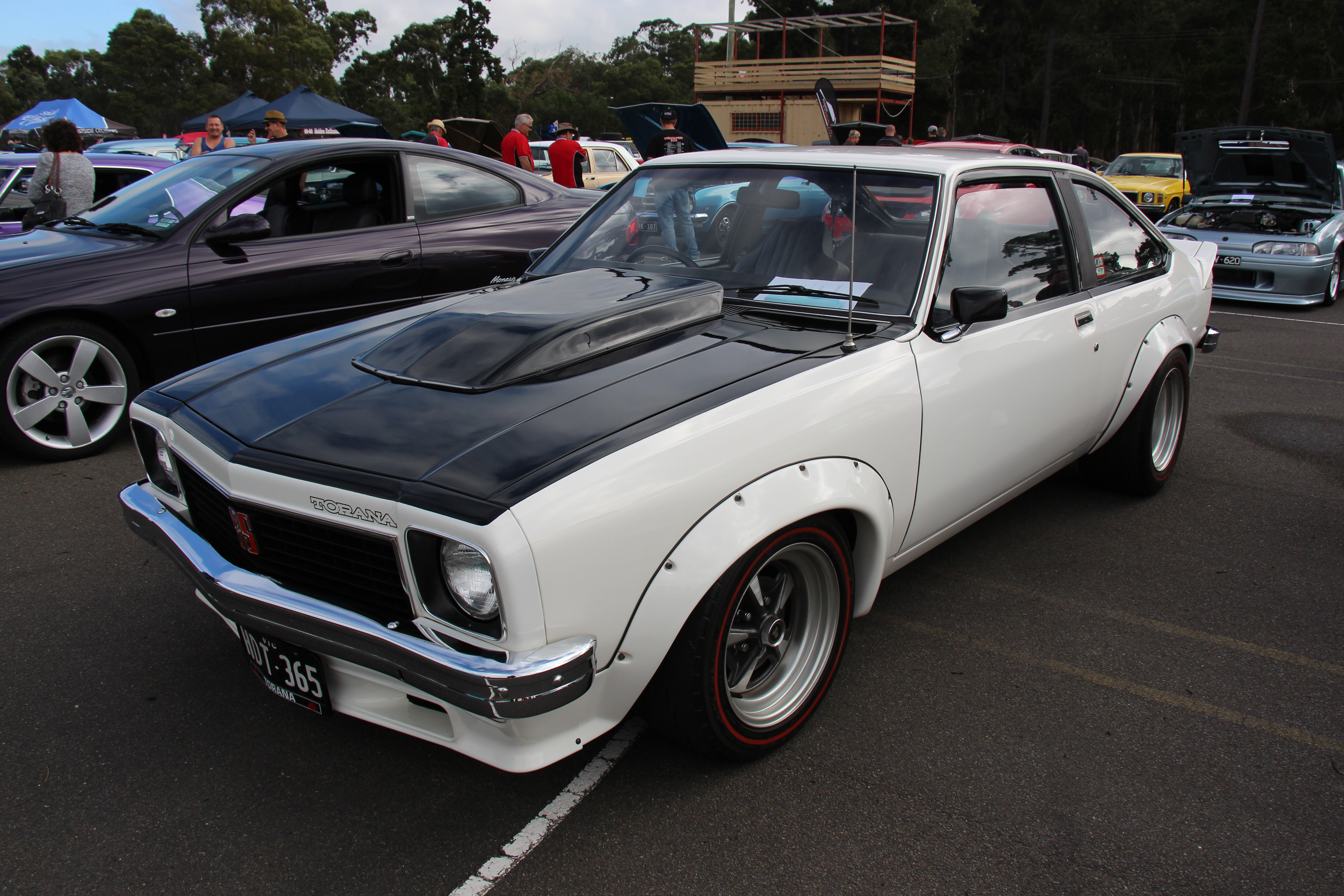
Holden LX Torana SS (A9X)

#### A9X
A9X является высокопроизводительным вариантом LX Sunbird. Впервые был представлен в 1977 году. Всего было выпущено 65977 экземпляров.

### UC
Появление UC Torana в марте 1978 года привело к отказу от двигателя V8 и прекращению выпуска спортивного варианта SL/R в линейке автомобилей Torana. Серия UC отличалась значительно модернизированной передней частью и совершенно новой компоновкой внутренней приборной панели. В разное время Holden UC Torana оснащался четырёхцилиндровыми двигателями объёмом 1,9 л или же шестицилиндровыми двигателями объёмом от 2,8 до 3,3 л. Всего было выпущено более 55000 экземпляров.

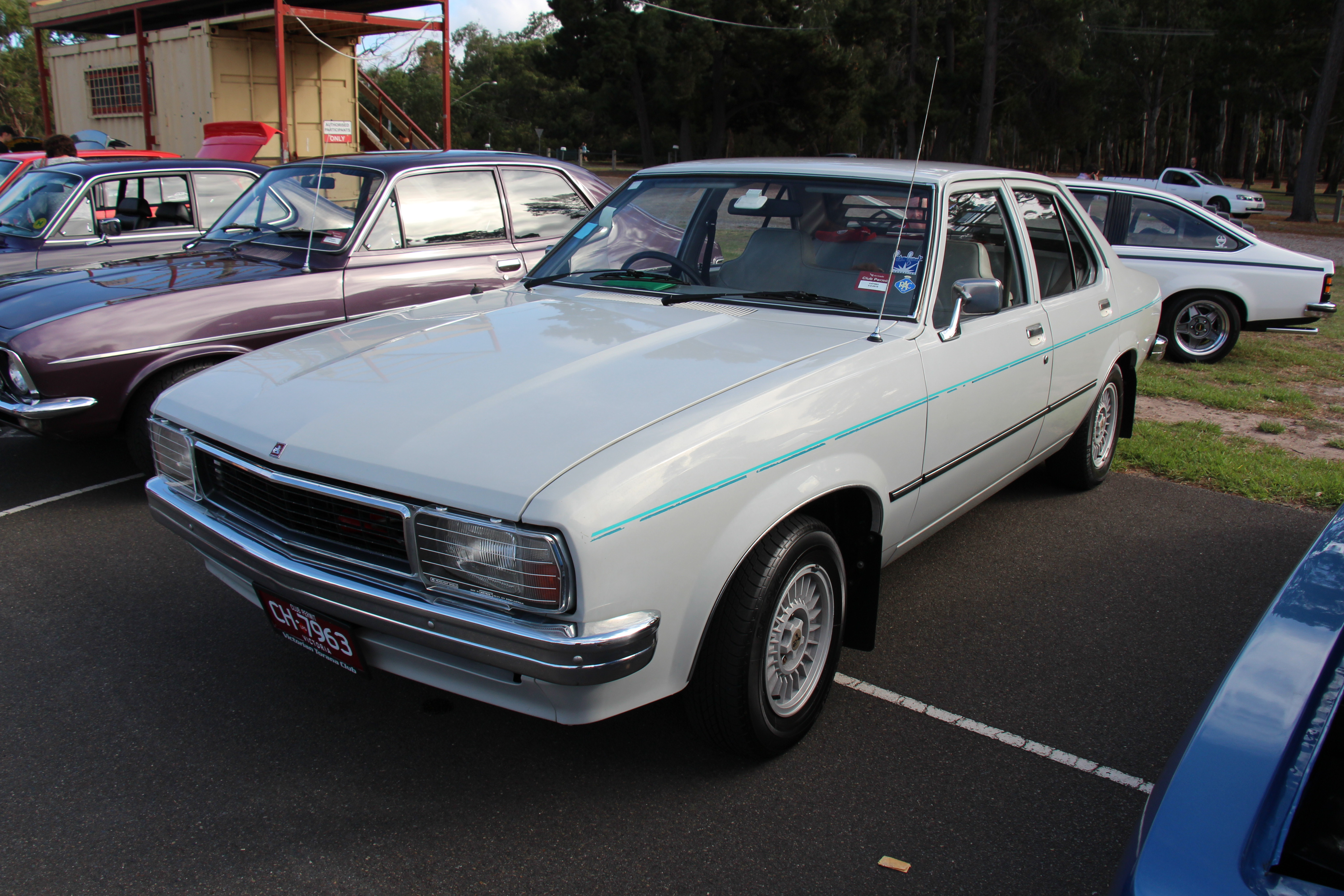
Вид спереди
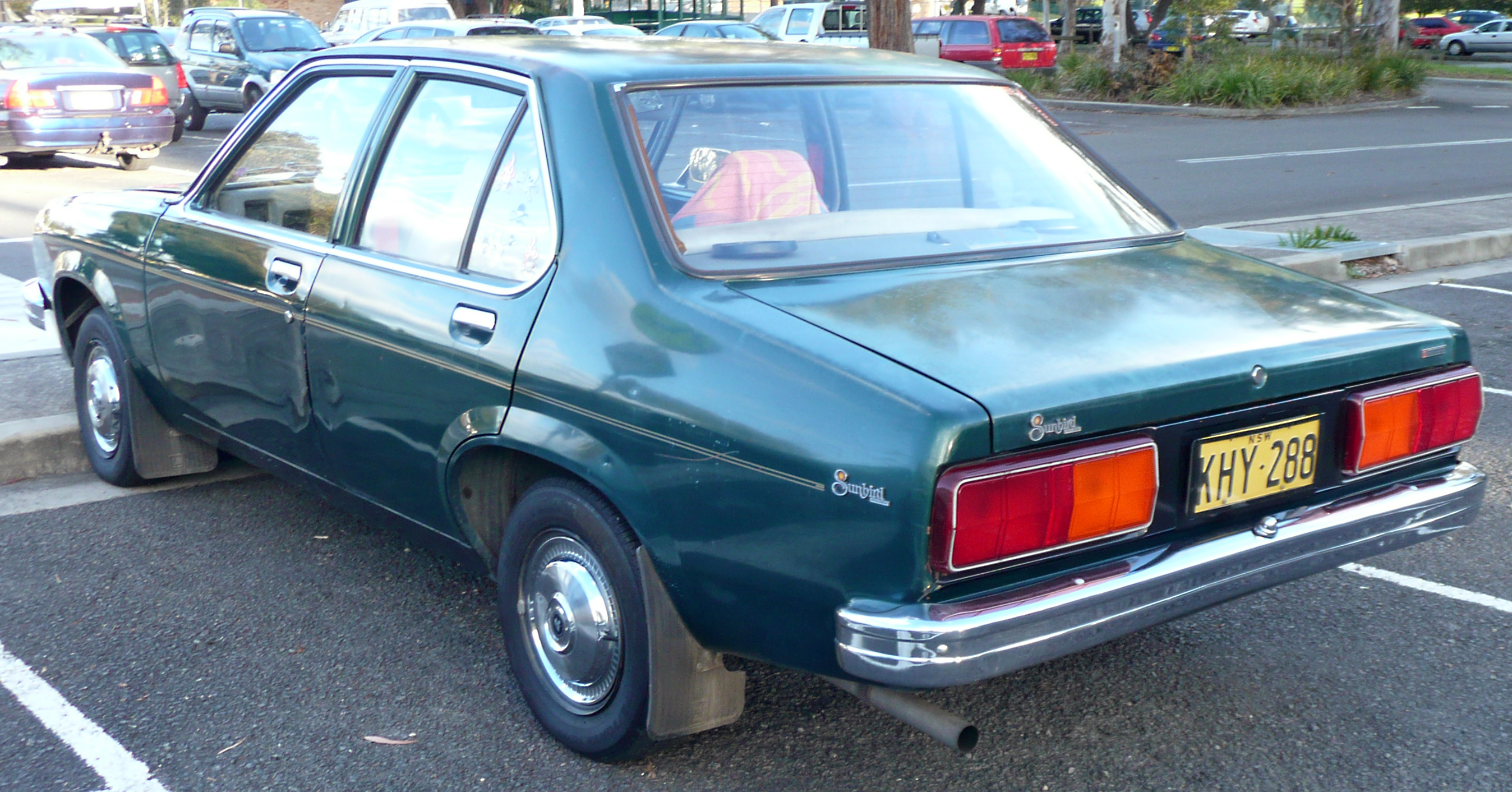
Вид сзади
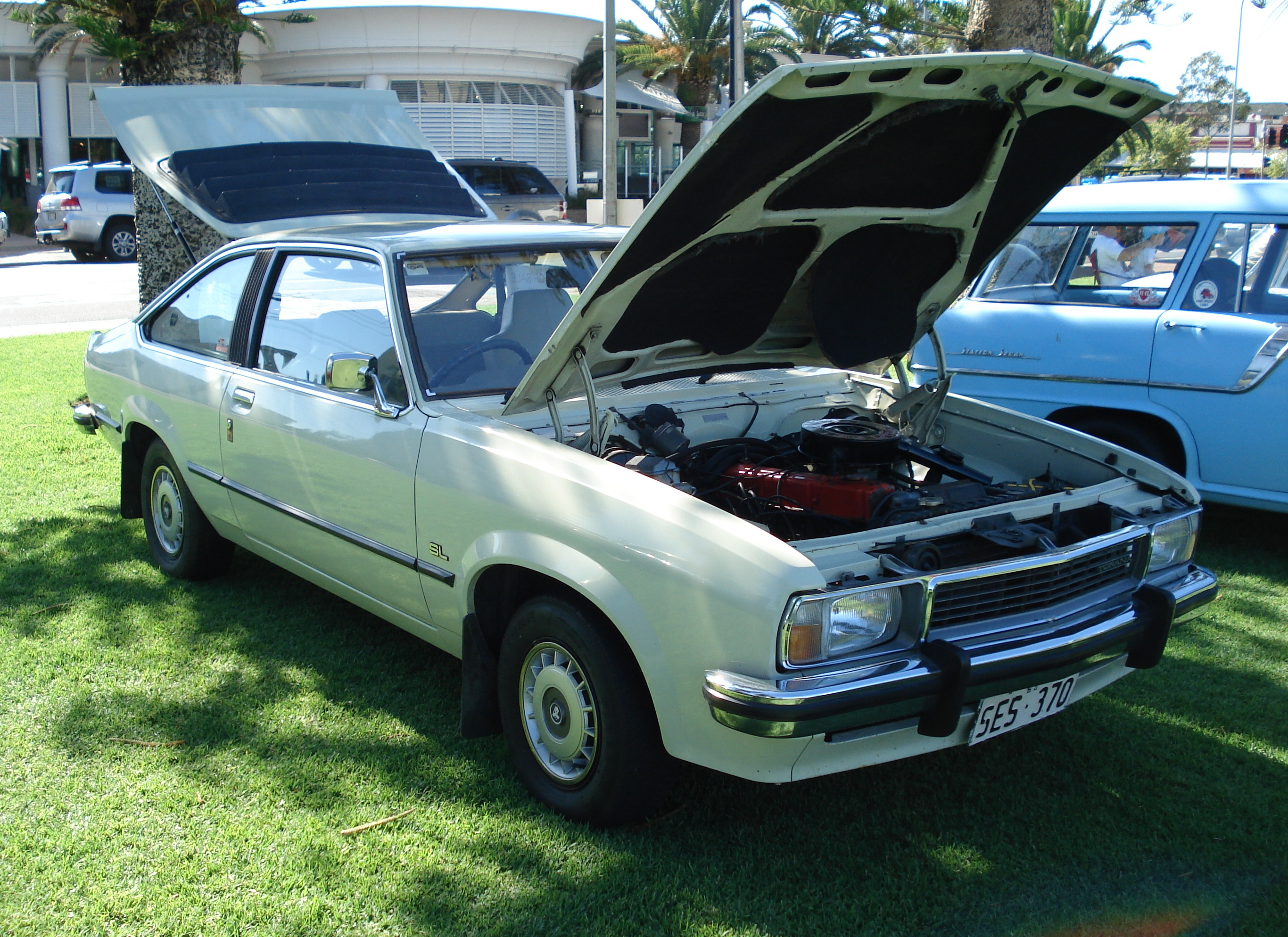
Holden Torana (UC) SL

## Концепт-кары

### Torana GTR-X

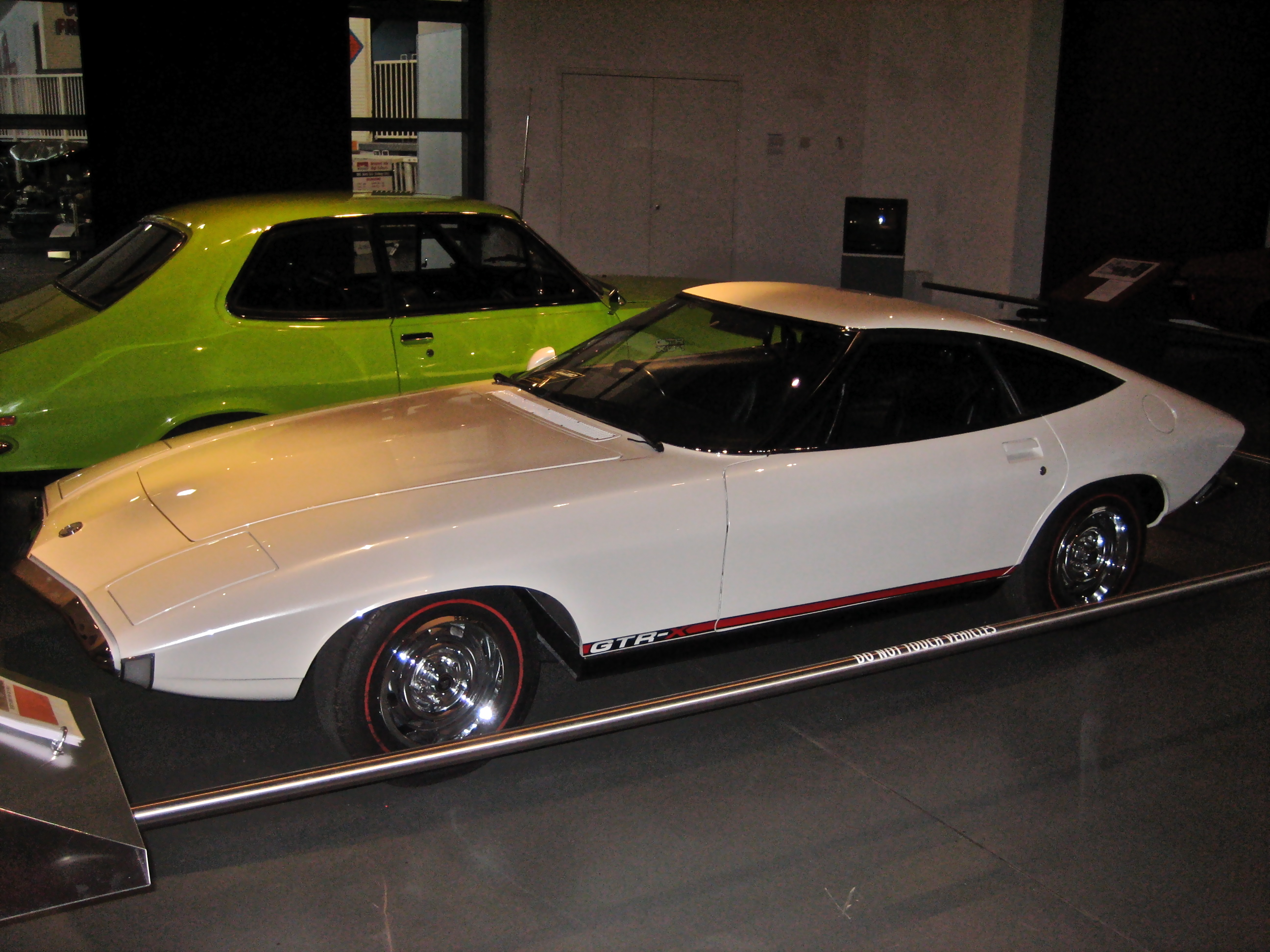
Holden Torana GTR-X

Torana GTR-X был разработан в 1970 году. Его масса составляла 1043 кг, а максимальная скорость — 210 км/ч.

### Torana Mystere

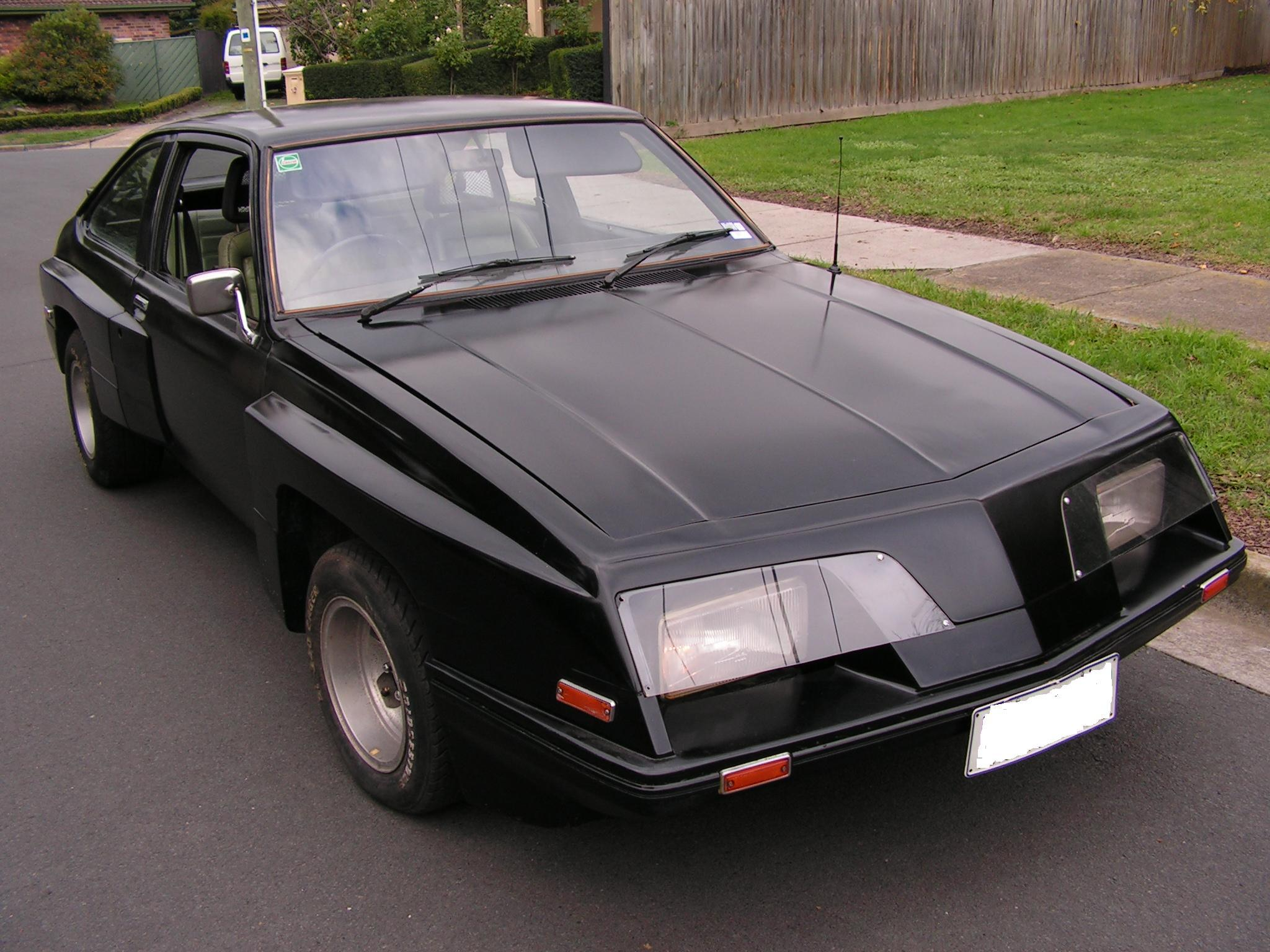
Holden Torana Mystere

Torana Mystere был разработан в 1977 году немецкой компанией RECARO. Чуть позже автомобиль был представлен на Австралийском международном автосалоне в Сиднее.

### Torana TT36

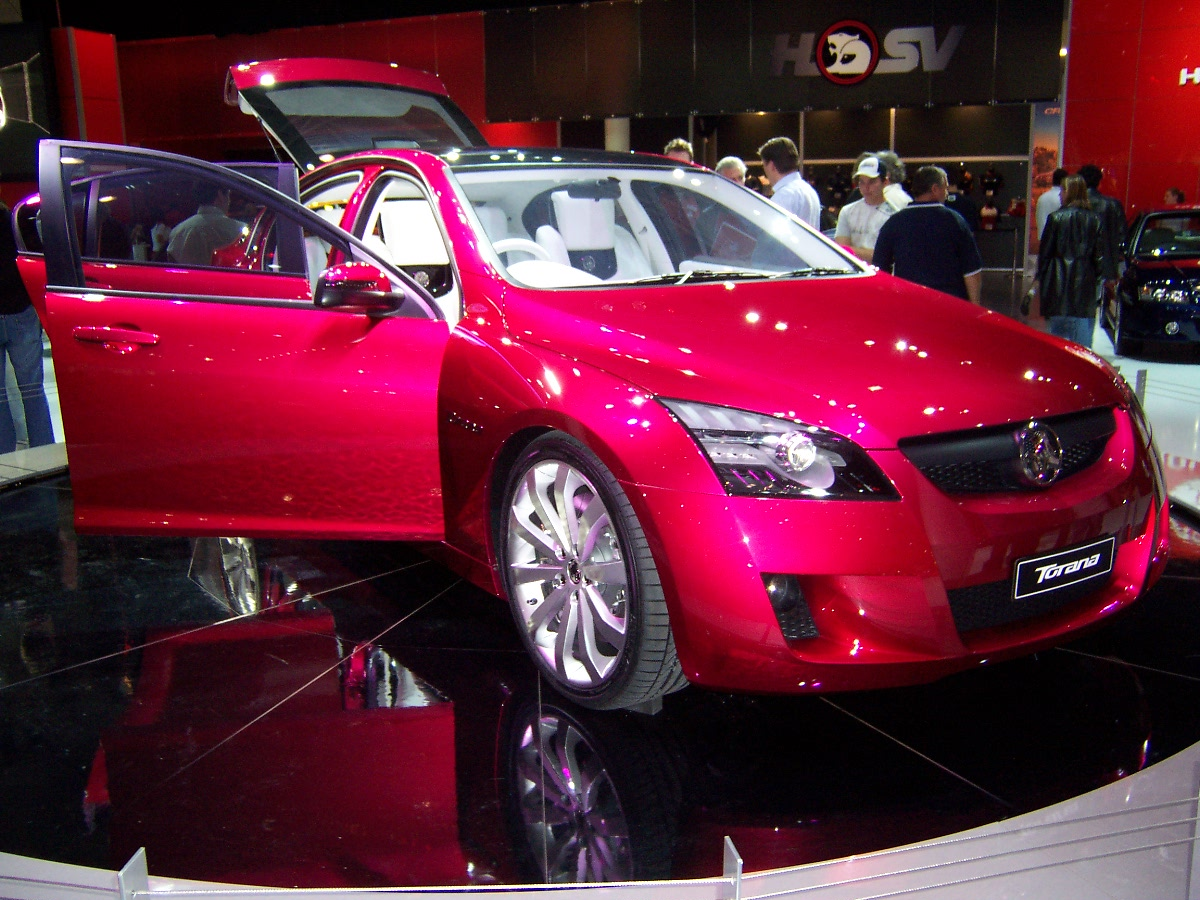
2004 Holden Torana TT36

Torana TT36 был выпущен в 2004 году. Первоначально назывался XP54.

Автомобиль оснащён 3,6-литровым двигателем V6 с двумя турбонаддувами и интеркулером. Степень сжатия снижена до 9,0:1, мощность составляет 280 кВт (375 л. с.), а крутящий момент — 480 Н·м при 1600 об/мин (вероятность 90%).

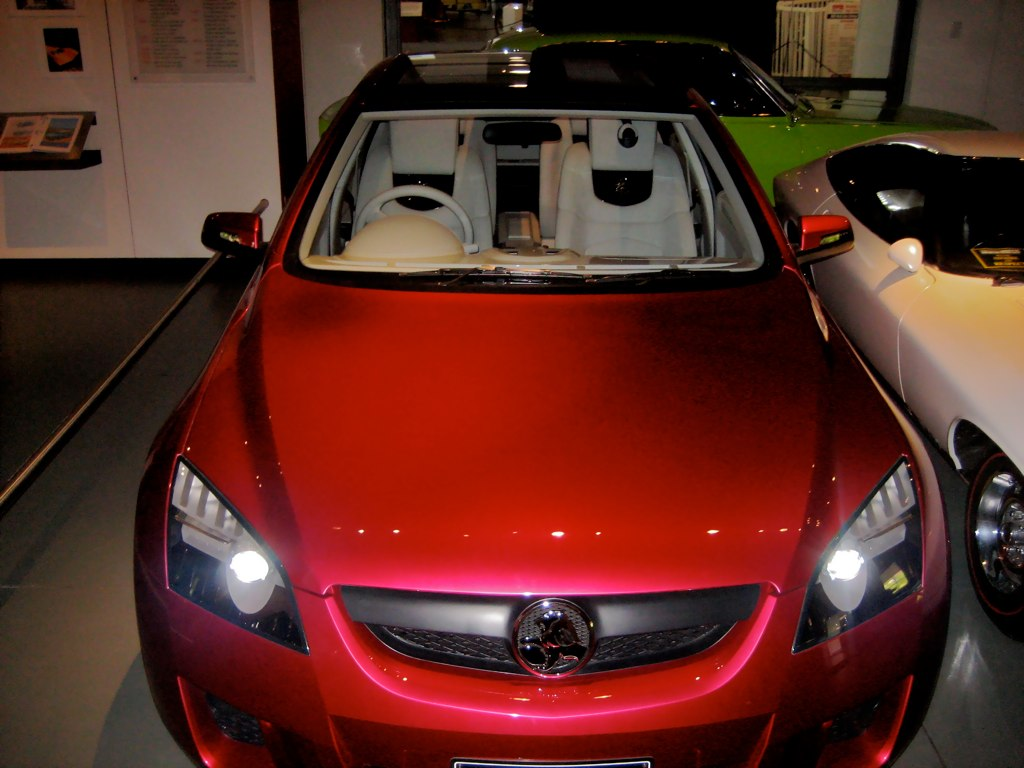
Вид спереди
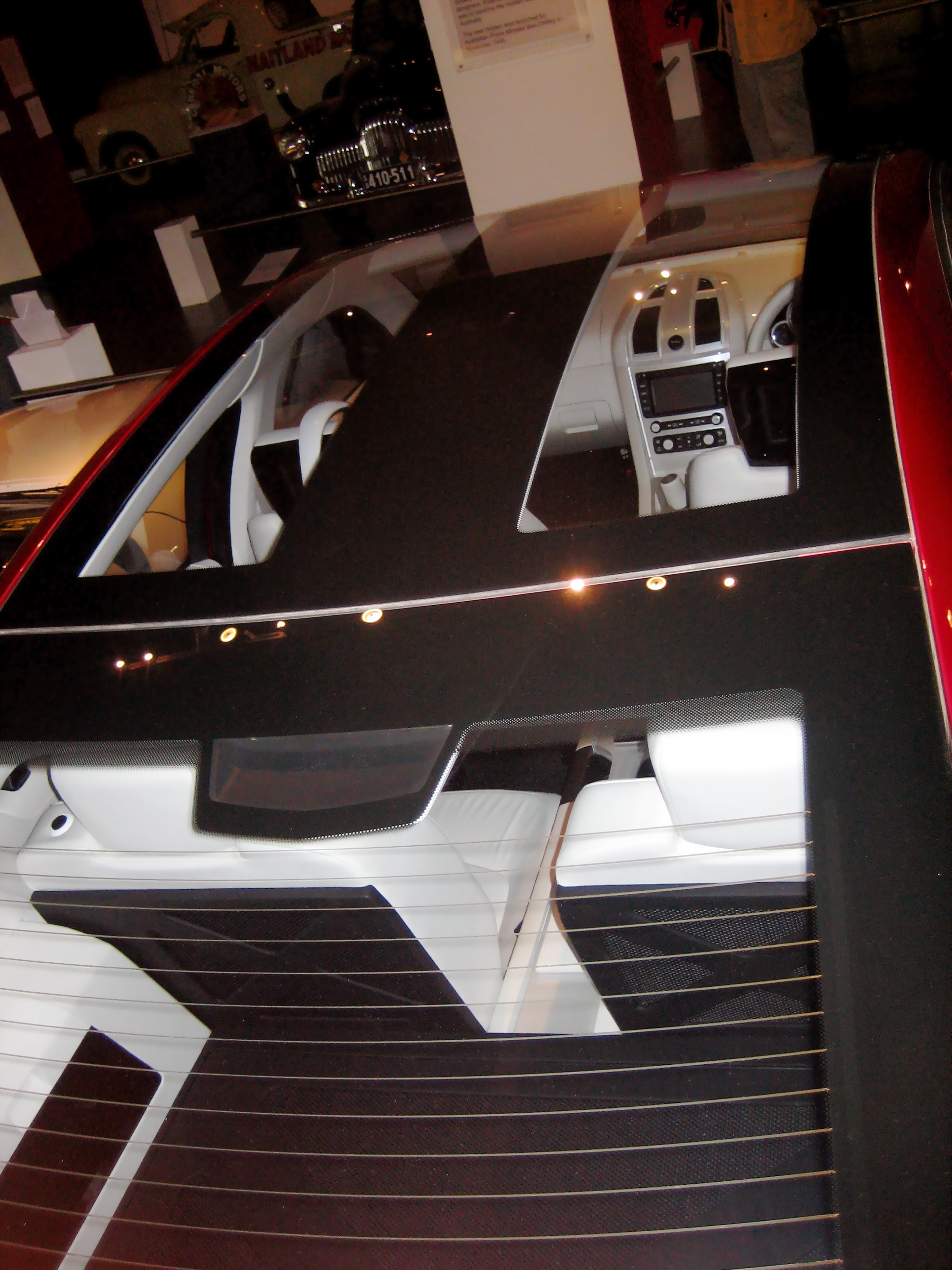
Прозрачная крыша